# 英国旅券
英国旅券（えいこくりょけん）は、イギリス国籍を持つ者に対してイギリスが発行するパスポートである。ビザに基づいた国際的な通行を許可し、市民権の証明となる。また、世界各国のイギリス大使館から領事業務を受けることもできる。パスポートは、イギリス政府が行使する国王大権によって発行される。このパスポートは、2006年以降、内務省の一部門である旅券局がイギリスで発行し、発行されたパスポートはすべて生体認証を導入している。
帝国国家としてイギリスでは国籍に様々なカテゴリーが存在し、その結果、様々なタイプのパスポートが存在する。すべてのパスポートは、イギリス大使館および一部のイギリス連邦大使館に領事支援を要請することができる。イギリス人は、パスポートをイギリスでの居住権の証拠として使用することもできる。
1920年から1988年までの間、パスポートの標準的なデザインは、金色で刺繍された王室の紋章をあしらった紺色のハードカバーの小冊子であった。1988年からは、国際民間航空機関の規格9303に準拠した機械読み取り式のパスポートを採用した。この時、パスポートの色は他のEEC諸国のパスポートと同様にバーガンディレッドに変更された。第1世代の機械読み取り式パスポートは、その薄っぺらさ、大量生産性、伝統的なデザインからの逸脱などが指摘され、大きな批判を浴びた。
2020年3月には、1988年に発行された青いパスポートをベースにした連続性のあるデザインの新しいネイビーブルーのパスポートが導入された。このデザインは数ヶ月かけて段階的に導入され、導入時には2020年半ばまでに発行されるすべてのパスポートをブルーにするという計画だった。現在では、すべてのパスポートが青色のデザインで発行されている。
2006年にバイオメトリック・パスポートが導入されて以来、イギリスのパスポートは5年ごとに新しいデザインを導入している。

## 歴史
| デザインの変更 | デザインの変更 |
| --- | -------------- |
| これまで、このパスポートには様々なデザインの変更が行われた。 - 1914年: 所持者の写真が添付された最初の近代的パスポートが発行された。 - 1915年: 表示、有効期限、所持者の説明が記載されたパスポートが初めて発行された。 - 1927年: 国名が「グレートブリテンおよびアイルランド連合王国」から「グレートブリテンおよび北アイルランド連合王国」に変更された（あるいは植民地、領土、保護領の名称がここに記載されるようになった）。 - 1954年: 国務長官の名前が削除された。 - 1968年: 有効期限が5年から10年に延長され、更新ができなくなった。 - 1972年: いくつかの修正が行われた。改ざんや偽造を困難にするため、特殊な青い透かし入りの紙が導入され、ページ数が32ページから30ページに減り、所持者の目の色と既婚女性の旧姓の情報が削除された。 - 1973年: 94ページ版の頻繁旅行者向けのパスポートが発行されるようになり、出入国スタンプやビザのためのページを増やすことができるようになった。 - 1975年: 所持者の写真の上にラミネート加工を施し、改ざんを困難にした。1981年には、剥がしたことがわかりやすいように、ラミネート加工の重ね刷りが行われるようになった。 - 1979年: 外国為替のページが削除された。 - 1982年: 所持者の職業と居住国の情報が削除された。 - 1988年7月: この年の後半に導入される機械読取り式パスポートへの移行を容易にするための変更が行われた。共同パスポートが廃止され、特徴や身長の情報が削除された。同時に、標準パスポートのページ数が32ページに増加し、頻繁旅行者向けのパスポートのページ数が48ページに減少した。 - 1988年8月: 旧式のパスポートがバーガンディ色に変更され、表示に初めてEuropean Unionの字が印刷されるようになり、他の9つのEEC諸国当時に住むイギリス人に自動的にEEC内での労働者の移動の自由を与え、相互に労働者がイギリス経済にアクセスできるようになった。1993年まで残っていた旧式のパスポートを発行していた事務所もあった。 - 1998年: エンボス加工が施されるようになり、成人用と未成年用のパスポートができた。 - 2006年: バイオメトリック・パスポートが、アメリカのビザ免除プログラムに準拠した。 - 2010年: 旅券局が、パスポートのデザインを変更することを発表した。パスポートのページには、ドーバーの白い崖、ガワー半島、ベン・ネヴィス、ジャイアンツ・コーズウェーなどの有名な風景が描かれ、また、新たなセキュリティ機能として、所持者の情報を保存するチップをパスポートカバーの内側に移動させ、見えないようにした（これにより、物理的な保護が強化されるとともに、パスポートカバーに損傷を与えずにチップを交換することが非常に困難になった）。また、所持者の二次的な画像を備考ページに印刷し、2ページにわたる新しいデザインを採用し、所持者の個人情報を保護するために複数のホログラムを含む新しい透明カバーを採用した。 - 2015年: 旅券局は、11月にロンドンのシェイクスピアズ・グローブで、新しいパスポートのデザインとテーマを Creative United Kingdom だと発表しました。デザインには、ウィリアム・シェイクスピア、ジョン・ハリソン、ジョン・コンスタブル、チャールズ・バベッジ、エイダ・ラブレス、アントニー・ゴームリー、エリザベス・スコット、アニッシュ・カプーアなどのイギリス文化のアイコン、ペニーブラックやロンドン地下鉄などのイギリスを代表する革新的技術、国会議事堂、ロンドン・アイ、エディンバラ城、カーディフのピアヘッド・ビルディング、タイタニック・ベルファスト、グリニッジ天文台などの英国のランドマーク的建造物が採用されています。プレスリリースの一部として、旅券局は、新しいパスポートは世界で最も安全であると述べた。このパスポートは2015年12月から発行された。デ・ラ・ルーは、旅券局と10年間の契約を結んでおり、2010年からイギリスのパスポートをデザイン・制作しているほか、2015年には Creative UK という新しいパスポートを制作している。 - 2019年: EUへの言及を削除した。 - 2020年: バーガンディ色のパスポートは最初の数ヶ月間で段階的に廃止された。新しいメーカーであるジェムアルト社による、トチェフ（ポーランド）の工場で印刷された紺色のパスポートの発行を開始した。この新しいパスポートは、世界で最も技術的に進んでいると言われており、ポリカーボネート製のデータページや、電子マイクロチップに複製された所持者のデータなどの機能が追加された。また、内務省は、製造過程で排出される二酸化炭素を相殺するための植樹などのプロジェクトを通じて、新しいパスポートがカーボン・ネット・ニュートラルであることを目指している。 |                |

### 初期 (1414年–1921年)
| 1857年（左）と1862年（右）に発行されたパスポート |

イングランド王ヘンリー5世は、外国で自分が何者かを証明する手段として、現代的な意味での最初のパスポートを発明したと考えられている。これらの文書に関する最古の記述は、1414年の安全行動法(Safe Conducts Act)に見られる。1540年には、イングランドにおける旅行書類の交付がイングランド枢密院の役割となり、「パスポート」という言葉が登場したのもこの頃である。スコットランドでは、パスポートはスコットランド王室によって発行され、王室に代わってバラ、上級教会の信者、貴族などが発行することもできた。1794年以降は、国務長官が君主に代わってすべてのパスポートに署名し、この時から正式な記録が残されるようになった。パスポートは、1772年まではラテン語か英語で書かれ、1858年まではフランス語で書かれていた。それ以降は、英語で書かれ、一部はフランス語に翻訳されている。1855年、パスポートはイギリス人のみに発行される標準的な文書となった。パスポートは1枚の手書きの紙で作られたシンプルなものだった。
複製されたパスポートやパスポートの記録は大英図書館で見ることができる。L/P&J/11には、1930年代の旅するアマ（英領インドを始めとするアジアの植民地で西洋人の世話をした現地の女中）のパスポートが数枚残っている 。1641年6月18日に発行されたチャールズ1世の署名入りパスポートが現存する。
19世紀後半から、鉄道やトーマスクック・ヨーロッパ鉄道時刻表などの旅行サービスの登場により、海外旅行をするイギリス人が増えていった。しかし、第一次世界大戦の勃発により、近代的な国境管理が導入され、イギリスでも1914年に「イギリス国籍および外国人の地位に関する法律」が成立した。そこで、1915年にイギリス政府は、大量生産が可能で、所持者を迅速に識別するために使用できる新しい形式のパスポートを開発した。この新しいパスポートは、印刷されたシートを10つ折りにして、布製のボール紙のカバーに貼り付けたものだった。このパスポートには、所持者の説明と写真が掲載されており、2年ごとに更新する必要があった。

### 小冊子型 (1921–1993)

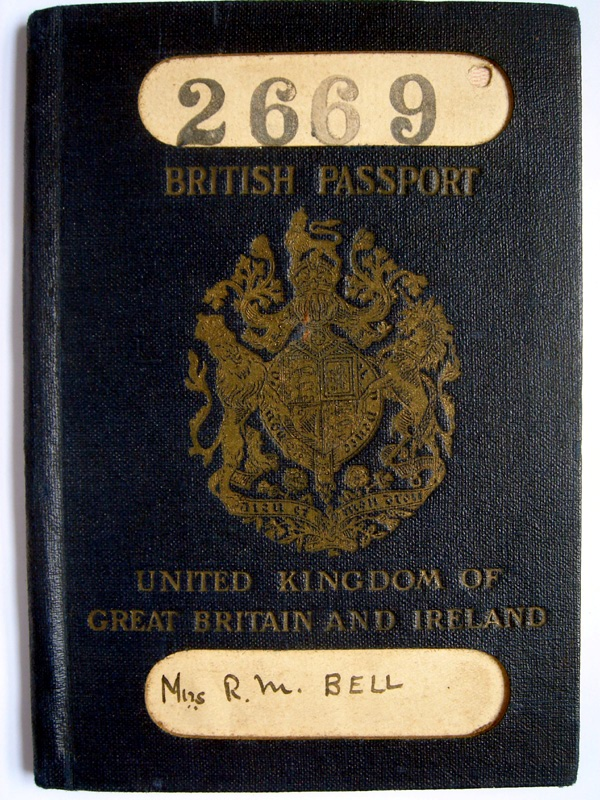
1924年に発行されたパスポート

1920年10月、国際連盟は「パスポートに関する国際会議」を開催した。イギリスの外交官は42カ国と協力してパスポートのガイドラインを作成し、会議では一般的な冊子のデザインが決定された。国際連盟のモデルでは、15.5cm×10.5cm（6.1インチ×4.1インチ）の32ページの冊子を指定した。最初の4ページには、所持者の身体的特徴、職業、居住地などが記載されていた。
同年、イギリス政府はパスポート・サービスを設立し、1921年には、紺色のハードカバーに紋章のエンボスを施した32ページのパスポートの発行を開始した。BRITISH PASSPORT という文字がすべての冊子の上部に印刷され、紋章の下には発行国の政府名が印刷されていた（例：イギリス、ニュージーランド、香港）。表紙には切り込みが入っており、所持者の名前とパスポート番号が表示される。このフォーマットは、1988年に機械読み取り式のパスポートが導入されるまで、ほとんどのイギリスのパスポートの標準となっていた。イギリスでは1993年末まで発行され続けた。
世界中の多くの現代的な旅行文書と同様に、パスポートには詳細が手書きされ、（1955年の時点では）番号、所持者の名前、妻子の有無とその人数、国籍、保有者と妻の両方について、職業、出生地、生年月日、居住国、身長、目と髪の色、特別な特徴、署名、写真、子供の名前、生年月日、性別、有効な国のリスト、発行場所と日付、有効期限、更新用のページ、裏面には旅費のための外貨額の詳細が記載されている（通常50ポンド(だが、インフレ等で増減する）を国外に持ち出すことができた）。持ち主の性別は明示されていないが、名前はタイトルとともに書かれていた（例："Mr John Smith"）。変更された内容は、取り消し線を引いて書き直し、ゴム印で変更を確認した。

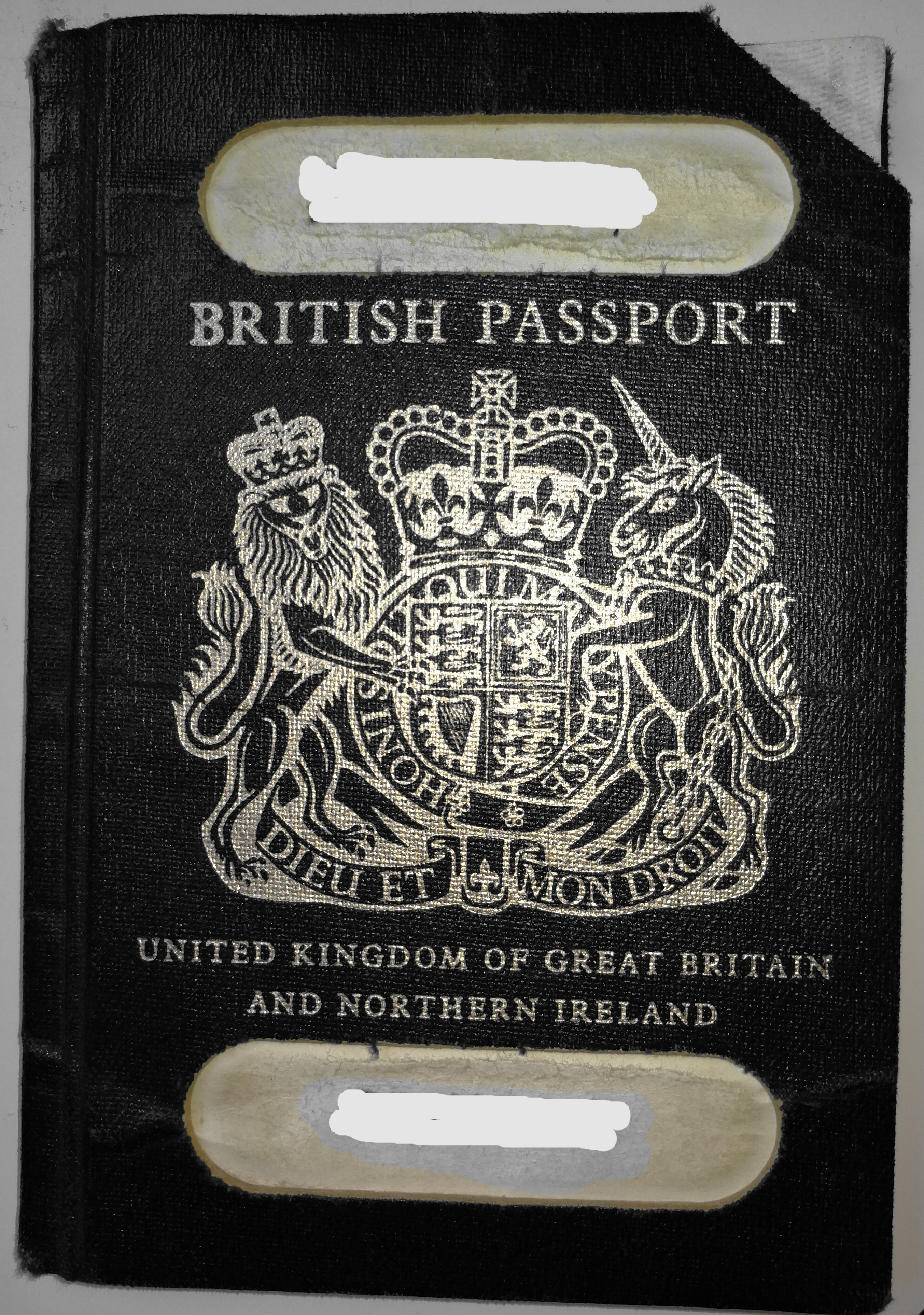
機械読取り式の欧州共同体様式に切り替わる前の1991年に発行されたパスポート

男性の妻の詳細と写真、子供の詳細が記入された場合（これは強制ではない）、パスポートは所持者、妻、16歳以下の子供が一緒にいる場合には使用できるが、妻や子供が単独で旅行する場合には別のパスポートが必要であった。
パスポートの有効期限は5年間で、さらに5年間の更新が可能だが、その後はパスポートを交換しなければならない。
パスポートを更新するためには、古いパスポートを物理的に抹消する必要があり、それは所持者に返却された。表紙の右上が切り取られ、パスポート番号と所持者の名前が表示されている表紙の切り込みの一方または両方に「Cancelled」のスタンプが押され、所持者の詳細と文書の有効性が表示されているページにもスタンプが押された。
20 世紀のほとんどの期間、パスポートには有効な国のリストが印刷されていたが、有効期間が長くなると手動で追加された。1955 年に発行されたパスポートは、イギリス連邦、米国、ヨーロッパのすべての国（ソビエト連邦、 トルコ、アルジェリア、アゾレス諸島、カナリア諸島、アイスランド、マデイラを含む）に有効であったが、 有効期間中制限が緩和され、「その他のすべての外国」という裏書きがついた。

#### 観光用パスポート
1961年には、新しい簡易型のイギリス観光用パスポートが導入された。一枚の厚紙を三つ折りにして、通常のパスポートと同じ大きさの6ページで構成されていた。有効期限は1年で、長年にわたってパスポートオフィスの代理店である職業安定所で入手できたが、後には郵便局でも入手できるようになった。西ヨーロッパのほとんどの国で渡航が認められていたが（西ベルリンへの移動を除く）、1995年に新しい安全基準を満たさないために廃止された。抹消されたパスポートは、所持者に返却される際に右上の角が切り落とされ、すべてのページの角が取り除かれたような状態になった。

### 機械読取式 (1988–2006)

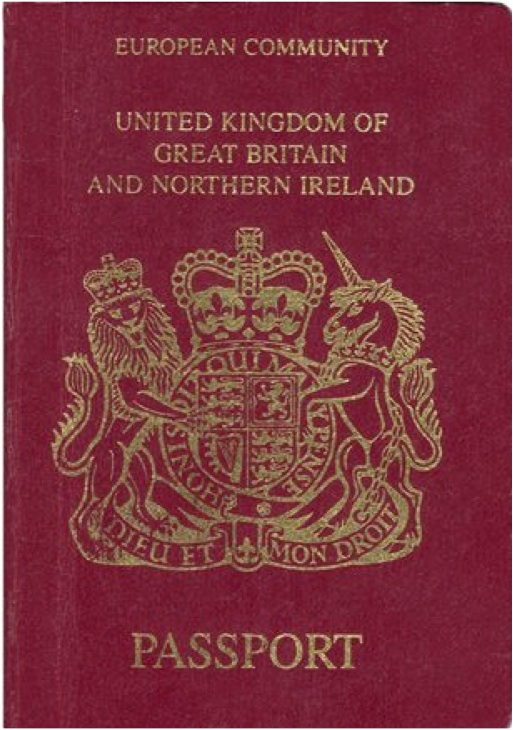
欧州共同体がEUになる前の1988年に導入されたパスポート

1920 年代のパスポート標準化の努力の後、国際的なパスポート指針を更新するためのさらなる努力は限られていた。イギリスは1973年に欧州共同体に加盟したが、その頃、欧州共同体は欧州市民のアイデンティティを強化しようとしていた。1974 年から 1975 年にかけて、加盟国は共通のフォーマットを作成した。パスポートの色をバーガンディとし、国名に加えて「European Community」という見出しをつけることで合意した。加盟国による採用は任意であり、1985年までに欧州共同体のほとんどの国がこのフォーマットを採用したが、イギリスは従来の青い冊子を発行し続けた。
航空旅行の急激な増加と技術の変化により、国際民間航空機関は1980年に機械読取式パスポートの新しい国際規格ICAO Doc 9303を発表した。ICAO規格の機械読取式パスポートは、イギリスの伝統的なパスポートのレイアウトから大きく逸脱するものであり、イギリス政府はすぐには採用しなかった。1986年、米国は「ビザ免除プログラム」を発表した。これは、特定の国のパスポート保持者が、ビジネスや観光のために米国に入国する際、観光ビザを申請しなくてもよいというものである。イギリスは1988年にこの制度に初めて参加したが、機械読み取り式のパスポートを所持していることが条件だった。そのため、イギリス政府は約70年の伝統的なネイビーブルーの国際連盟形式のパスポートを廃止せざるを得なくなった。

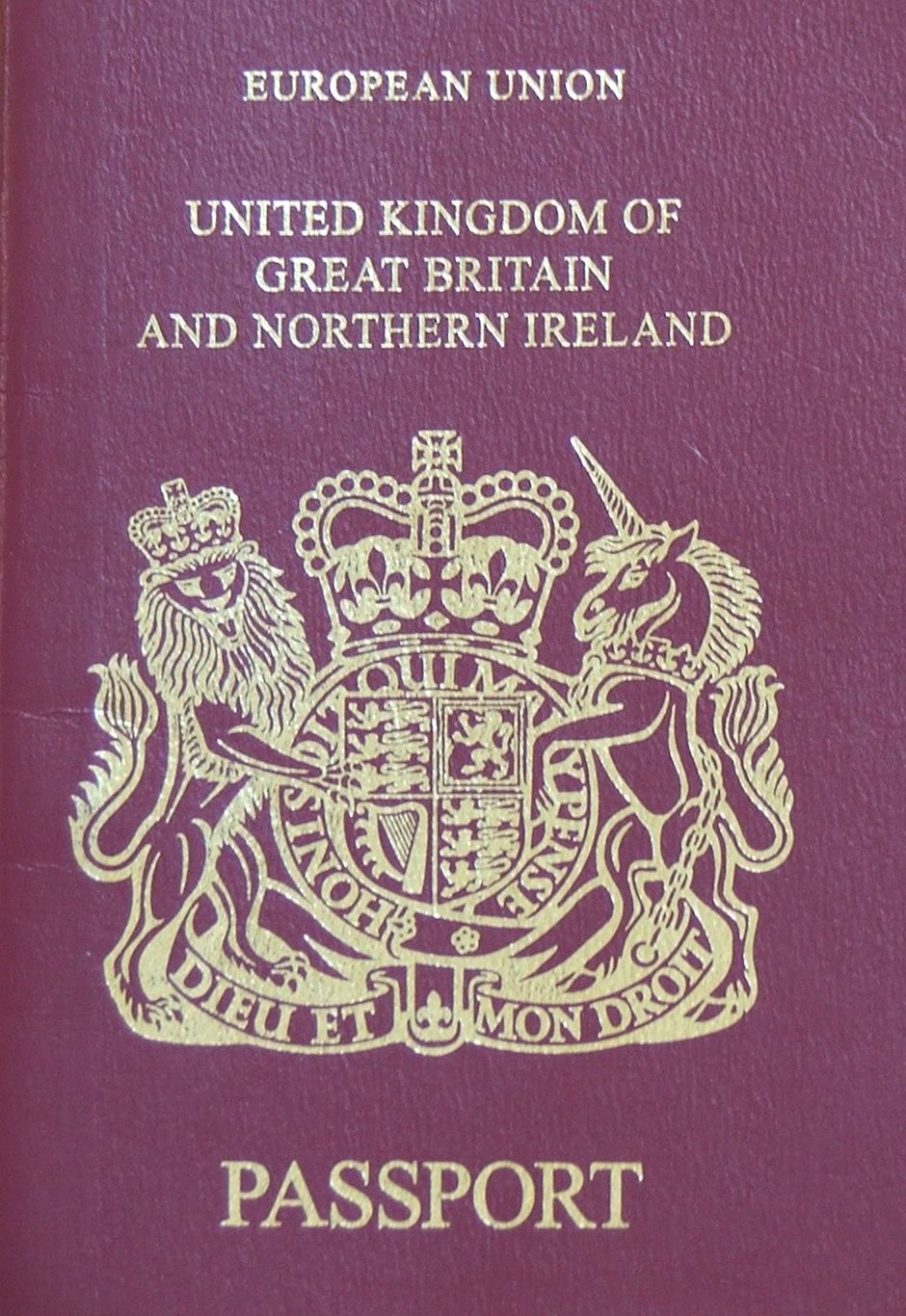
1997年以降に発行されたバイオメトリックでないEUパスポート

機械読取式パスポートへの移行に伴い、イギリスは欧州共同体方式の採用を決定した。1988年8月15日、グラスゴーのパスポートオフィスは、バーガンディ色の機械読取式パスポートを初めて発行した。このパスポートの表紙には「European Community」の文字があり、後に1997年に「European Union」に変更された。パスポートのページ数は32ページだったが、スタンプやビザを入れるスペースを増やした48ページのバージョンも用意された。ICAOフォーマットの機械読み取り用テキストが2行印刷され、関連する用語（「姓」、「発行日」など）がEUの公用語に翻訳された欄も含まれていた。海外で発行されたパスポートには、すべてに機械可読欄が設けられていたわけではないが、海外で適切な機器が利用できるようになると、徐々に導入されていった。 
香港やケイマン諸島などの他のイギリス領は欧州共同体に属してなかったが、これらの地域でも同じ欧州形式が採用された。だが、上部には「欧州共同体」ではなく「イギリスパスポート」の文字が印刷された。
1998年には 、初のデジタル画像パスポートが導入され、写真の代わりにデータ・ページに直接印刷された画像が使用された。データ・ページは、不正行為を困難にするために表紙から内側のページに移された。これらの文書はすべて機械読み取り可能なゾーンで発行され、写真の上にホログラムがあった。イギリスのパスポートが光学的な保護装置で保護されたのは初めてのことであった。これらの文書は、バイオメトリック・パスポートが導入された2006年まで発行された。

### バイオメトリックパスポート (2006–現在)

#### シリーズA (2006–2015)

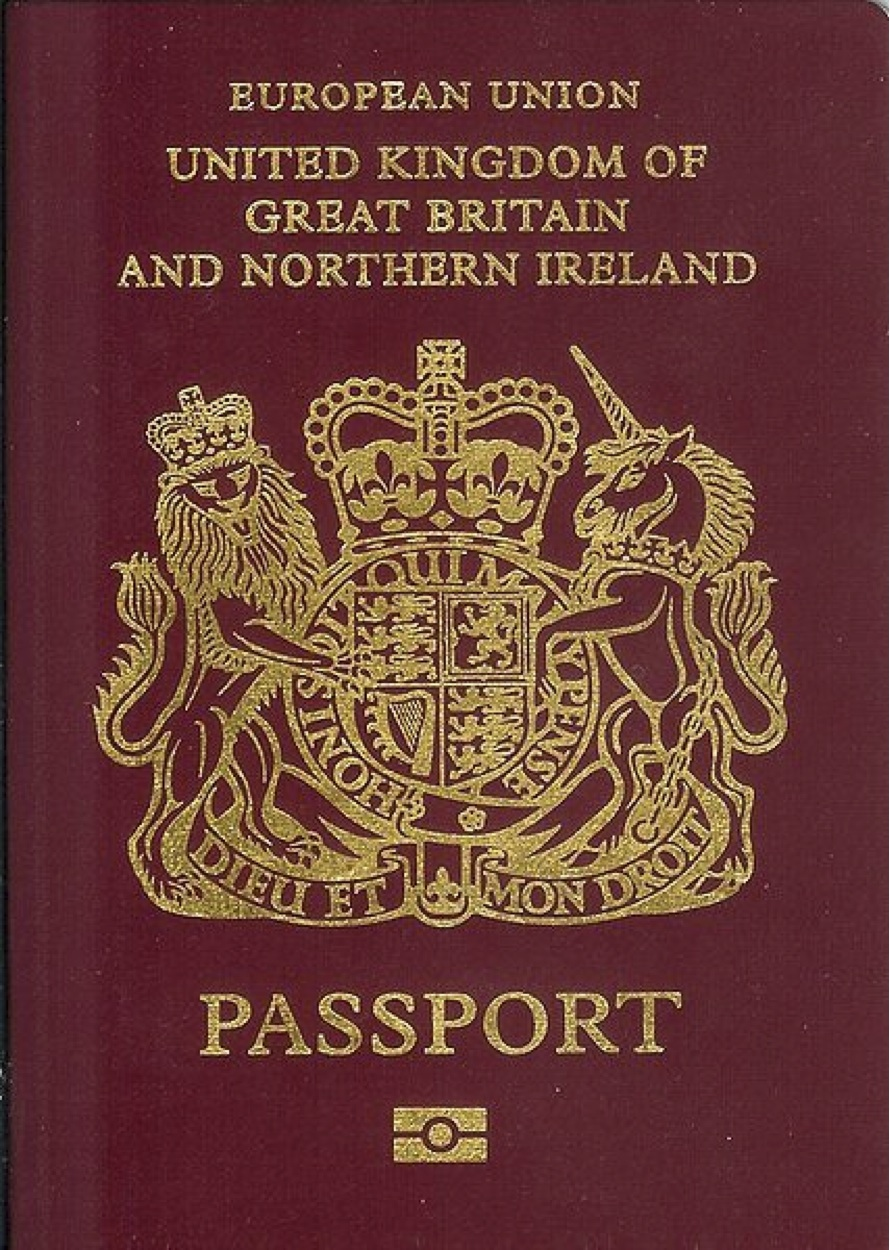
シリーズA パスポート

1990年代後半、ICAOの技術諮問グループは、パスポートに埋め込まれたチップに生体認証データ（写真、指紋、虹彩スキャンなど）を保存するための新しい規格の開発に着手した。9月11日に発生したアメリカ同時多発テロ事件をきっかけに、同グループの技術報告書はICAO Doc 9303に迅速に盛り込まれた。
旅券局は、2006年2月6日に、シリーズAとして知られる最初の生体認証タイプのイギリスのパスポートを発行したが、これはアートワークを採用した最初のイギリスのパスポートであった。シリーズAのバージョン1は2006年から2010年の間に作成され、2010年から2015年の間には技術的な変更とアートワークを刷新したバージョン2が作成された。
バージョン1では、イギリス諸島に生息する鳥が紹介された。バイオデータのページには、アカライチョウの絵を含む詳細な背景が印刷されており、ページ全体はカワセミのホログラム画像を組み込んだラミネートで改ざんから保護されている。ビザのページには番号が振られており、マーリン、カジカ、セイタカアワダチソウ、アカトビなどの鳥の絵を含む詳細な背景が印刷されている。ビザのページにはRFIDチップとアンテナが付いていて、印刷されたものと同じ情報が保持されている。ウェールズ語とスコットランド・ゲール語がイギリスのすべてのパスポートに初めて採用され、EUの公用語に代わって表題ページに掲載されたが、EUの公用語は背景デザインの一部としてかすかに表示されていた。ウェールズ語とスコットランド・ゲール語は、翻訳欄でEU公用語に先行して掲載された。
2010年、旅券局は、デ・ラ・ルーと10年間で4億ポンドの契約を結び、イギリスのパスポートを製造することになった。この契約により、シリーズAのバージョン2が誕生し、セキュリティが若干強化された。生体認証チップは紹介ページから表紙の内側に移され、紹介ページ自体はパスポートの後ろからデータページの直後に移された。バージョン2では、海岸をテーマにした新しいアートが制作された。データページとビザページには、海岸の風景や野生動物、気象学的なシンボルが描かれている。
パスポートを更新するには、古いパスポートを物理的に抹消する必要があり、それが所持者に返却された。表紙と裏表紙の右上の角が切り取られ、最後のページの右上の角は、所持者の詳細とデジタル・チップが入ったプラスチックで綴じられ、裏表紙には「Renewal」と所持者の個人情報が記載された白いバーコード付きの用紙が貼り付けられた。

#### シリーズB (2015–2020)

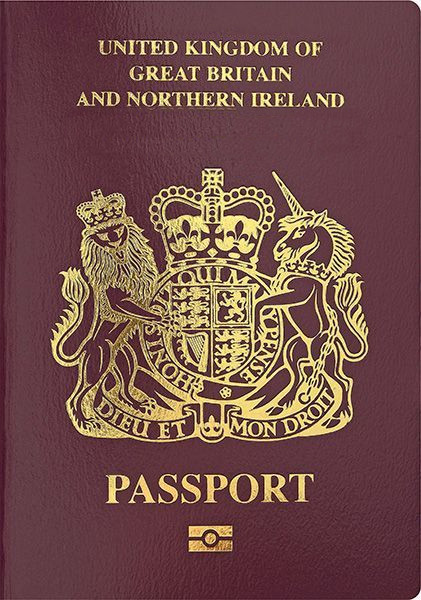
シリーズB パスポート

旅券局がデ・ラ・ルーと、新世代の生体認証パスポートのデザインを契約し、2015年10月に「シリーズB」のパスポートとして発売された。表紙のデザインはシリーズAと同じで、表紙の素材にマイナーチェンジが加えられた。通常のパスポートのページ数は32ページから34ページに増え、従来の48ページのビジネスパスポートに代わって50ページのジャンボパスポートが登場した。立体感のあるUV画像、クロスページ印刷、裏表紙と一体化した1枚のデータページなど、新たなセキュリティ機能を搭載した。当時、イギリスのシリーズBパスポートはビザなしで渡航できる国が世界最多であった。
シリーズBのテーマは「Creative United Kingdom」で、旅券局はシリーズBのアートワークをイギリスのパスポートの中で最も複雑なものと表現した。各見開きページには、イギリスの芸術、建築、革新における500年の功績を称えるアートワークが掲載された。また、画像に関連する場所を示すOrdnance Survey社の地図も印刷されていた。また、ウィリアム・シェイクスピアの肖像が透かしとして各ページに埋め込まれていた。
シリーズBのパスポートは当初、表紙に「European Union」と印刷された状態でイギリス市民に発行された。しかし、2019年3月以降のシリーズBの製造分では、EUからの離脱を見越して、この記載が削除された。この時期尚早の変更は、2019年中のイギリスの不確実性と分裂を考慮して、物議を醸した。

#### シリーズC (2020–現在)

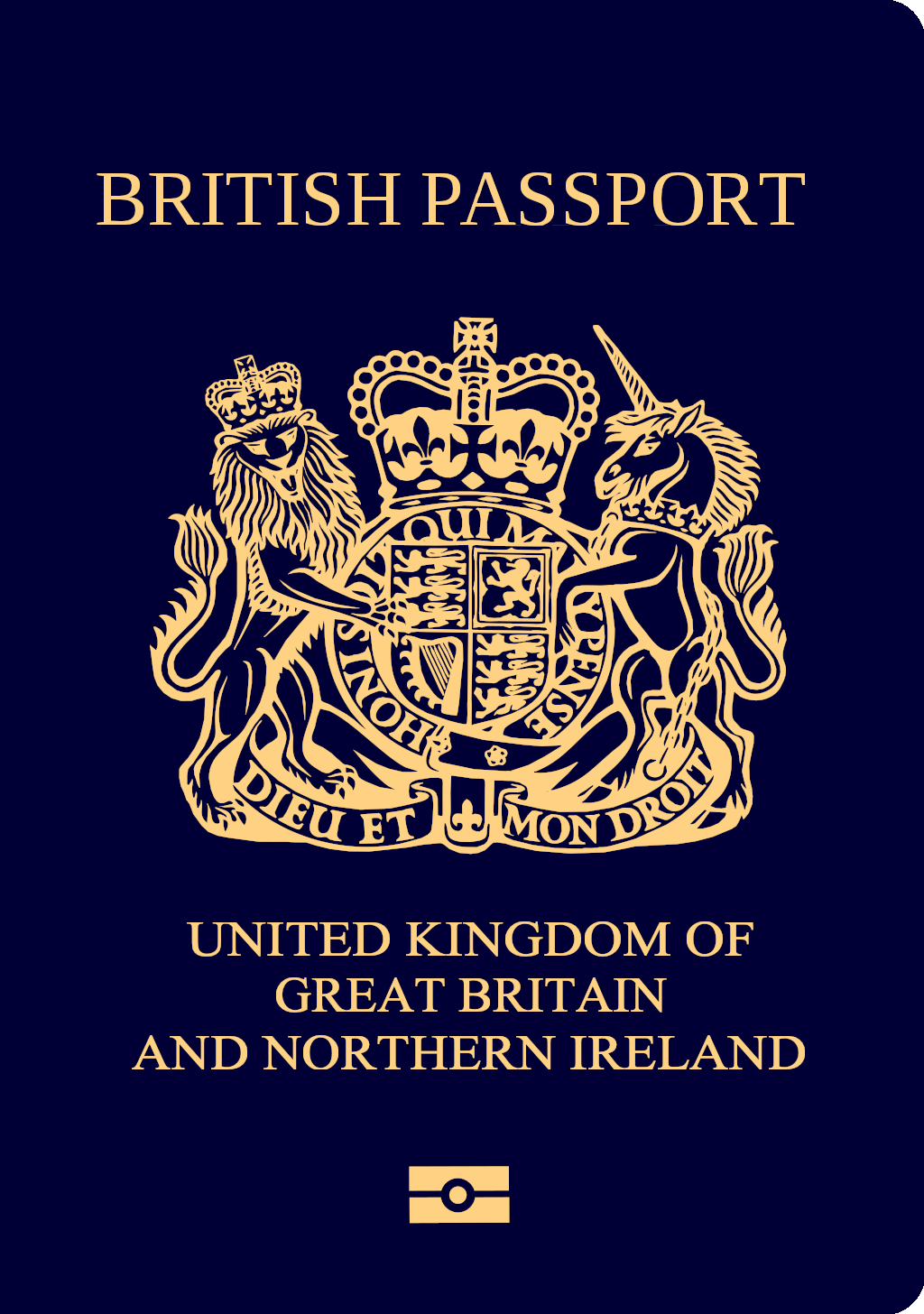
シリーズC パスポート

1988年から1993年にかけて導入されたバーガンディ色の機械読み取り式パスポートには大きな抵抗があった。ワインレッドのパスポートは、その薄っぺらさ、大量生産性、伝統的なデザインからの突然の逸脱などが批判の対象となった。イギリスのEU離脱後、旧式のパスポートを再導入する
 という憶測もあったが、政府はこれを否定した。 デイヴィッド・デイヴィスEU離脱担当大臣をはじめ、その象徴的な価値からこのような変更を支持する声がある一方で、このような些細な変更に過度に重きを置くことで、政府がEU離脱を前にしてビジネスの順序を優先できるかどうかを疑問視する声もあった。とはいえ、イギリスのパスポートは2020年に既存のデ・ラ・ルーとのパスポート契約が終了するため、更新の時期を迎えていた。
2017年4月2日、マイケル・ファブリカント議員は、デ・ラ・ルーが政府との入札前の話し合いの中で、紋章は「現在のマルーン色のパスポートよりも紺色の方がコントラストが良い」と述べていたと述べた。2017年12月、ブランドン・ルイス移民相は、EU離脱後に青いパスポートが「復活する」と発表した。
2018年、EUの公共調達制度に基づく公開入札の結果、イギリスの紙幣・旅券印刷会社デ・ラ・ルー社ではなく、フランス・オランダのセキュリティ企業ジェムアルト社が選ばれた。この入札の結果、イギリスのパスポート用紙の製造がイギリスのゲーツヘッドからポーランドのトチェフに移されることになり、大きな物議を醸した。
2020年3月10日、新しいシリーズCの青いイギリスパスポートの発行が正式に開始された。シリーズBのパスポートも、内務省が古い在庫を使い切る間発行されることになった。 
2020年9月25日、旅券局は、発行されるすべてのイギリスパスポートを青色にすると発表した。 　色だけではなく、英国のパスポートとしては初めて、裏表紙にもイングランド、北アイルランド、スコットランド、ウェールズの花の紋章が浮き彫りにされた象徴的なデザインが施された。　青色のパスポートは、英国のパスポートの中でも最も環境に優しいパスポート。製造時に発生する二酸化炭素排出量は、植樹などのプロジェクトにより、正味ゼロになる予定。
プリティ・パテル内務大臣は次のように述べていた。
欧州連合からの離脱は、私たちに国家のアイデンティティを回復し、世界で新たな道を切り開くためのまたとない機会を与えてくれた。　象徴的な青と金のデザインに戻ることで、英国のパスポートは再び私たちの国のアイデンティティと結びつくことになり、私はこのパスポートで旅行するのが待ち遠しい。
青いパスポートは、フランスのタレス社が所有するジェムアルト社で製造されるが、所持者の詳細情報は英国内で製造される。
シリーズCでは、RFIDチップが埋め込まれたポリカーボネート製のレーザー刻印されたデータページが導入される。内務省によると、パスポートの製造時の二酸化炭素排出量は、植樹などのプロジェクトを通じて、正味ゼロになるとのこと。また、データページにはデコーディングレンズが埋め込まれており、備考欄と内表紙に隠された情報を光学的に解読する。ポリカーボネート製のデータページの裏面はタイトルページとなっており、1988年以前のパスポートを彷彿とさせるような、所持者のポートレート向きの写真が掲載されている。シリーズCでは、アートワークがほとんどなく、コンパスローズが唯一の印刷アートとなっている。パスポートの裏表紙には、イングランド、北アイルランド、スコットランド、ウェールズの国花（それぞれチューダーローズ、シャムロック、ゴロツキアザミ、水仙）がエンボス加工されている。

### 国民IDカード

#### 第二次世界大戦

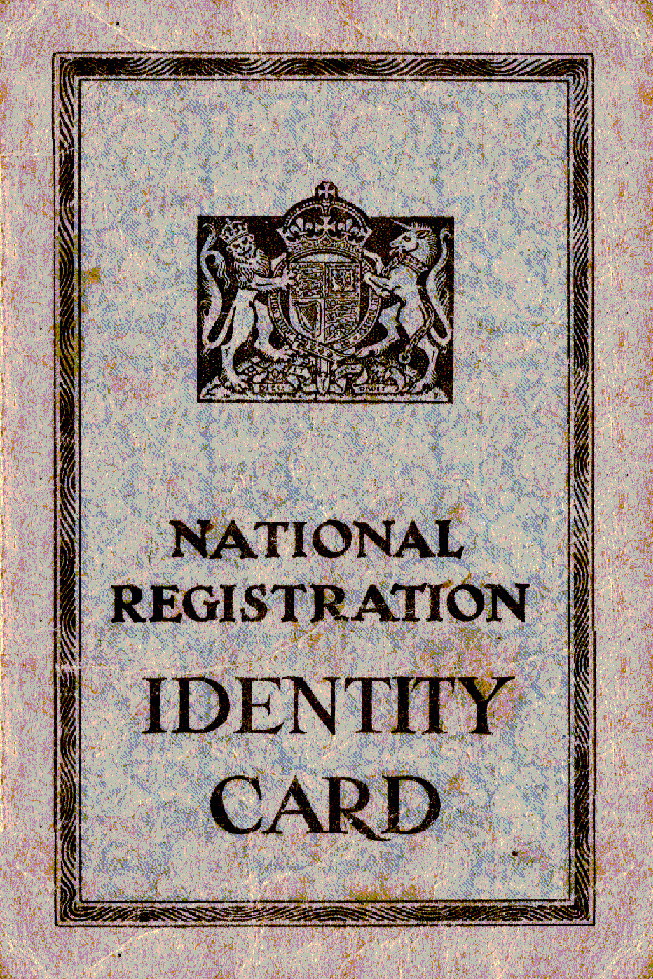
成人用のIDカード - 1943年

国民登録法により国民登録簿が制定され、1939年9月29日（国民登録日）に運用が開始された。これにより、IDカードのシステムが導入され、IDカードは要求に応じて作成し、48時間以内に警察署に提示しなければならないことになった。IDカードは、男性、女性、子どものすべてが常に携帯しなければならず、これには、氏名、年齢、住所、職業などの情報が記載されている。
国民登録日の前に、全国で65,000人の調査員が用紙を配布し、世帯主はその用紙に自分の情報を記入することになっていた。翌日の日曜日と月曜日には、集計員が各家庭を訪問し、用紙を確認した上で、住民一人一人に記入済みのIDカードを発行した。この時のカードはすべて同じ茶色かバフ色であった。
このカードが導入された主な理由は3つある。
- 1. 動員や集団疎開などによって人口が大きく移動したこと、また戦時中は戦争経済の効率を最大限に高めるために、完全な人員管理と計画が必要であったこと。
- 2. 配給制度（1940年1月以降に導入）の可能性。
- 3. 人口統計。前回の国勢調査が1931年に行われたため、重要な計画決定の根拠となる正確なデータがほとんどなかった。国民登録は事実上の簡易的な国勢調査であり、国民登録法は多くの点で1920年の国勢調査法に酷似していた。

1952年2月21日、IDカードを携帯する必要がなくなり、1939年の国民登録法は1952年5月22日に廃止された。

#### 次世代型バイオメトリックパスポートとIDカードの連携計画
2006年に制定されたIDカード法に基づき、パスポートをIDカードに結びつける計画があった。しかし、2010年の総選挙後に発表された保守党と自由民主党の連立協定において、新政府は、「労働党政府の下で市民の自由が大幅に損なわれていることに歯止めをかけ、国家による介入を撤回する」ための措置の一環として、IDカード制度、国民ID登録簿、および次世代のバイオメトリック・パスポートを廃止する計画であることを発表した。
2006年IDカード法は、パスポートを申請するすべての者に、IDカードとパスポートに関連する国民IDスキームの一部である国民ID登録簿という集中化されたコンピュータ・データベースに自分の詳細を入力することを義務付けるものであった。登録されると、住所や個人情報に変更があった場合には更新する義務が生じることになっていた。IDカードは最大で60ポンドかかると予想されていた（30ポンドは政府が負担し、残りは指紋と写真を収集する会社が処理手数料として請求する）。 しかし2005年5月に政府は、IDカードとパスポートを組み合わせた場合の費用は、93ポンドと処理手数料であると発表した。
顔画像と指紋を保持するチップを搭載した次世代のバイオメトリクス・パスポートは、2012年から発行される予定であった。2012年にパスポートを申請する者は全員、10個の指紋をデジタルスキャンしてデータベースに保存したが、パスポートに記録されるのは2個だけだった。

### ファイブネイションズパスポートグループ
イギリスは2004年から、オーストラリア、カナダ、ニュージーランド、米国のパスポート発行機関が協力する国際フォーラム「ファイブネイションズパスポートグループ」に参加し、「パスポートの方針、製品の開発に関連するベストプラクティスの共有と技術革新の議論」を行っている。

## パスポートの種類
イギリスの国籍には様々な種類があるため、イギリスの国籍の種類ごとに異なる種類のパスポートがある。すべてのカテゴリーのイギリスパスポートは、国王大権の下、政府によって発行される。すべての英国パスポートは王室の名前で発行されるため、現職の君主はパスポートを必要としない。次の表は、2020年の最終日に有効だったイギリスのパスポートの数と、保有する資格のあるさまざまなカテゴリーを示している。

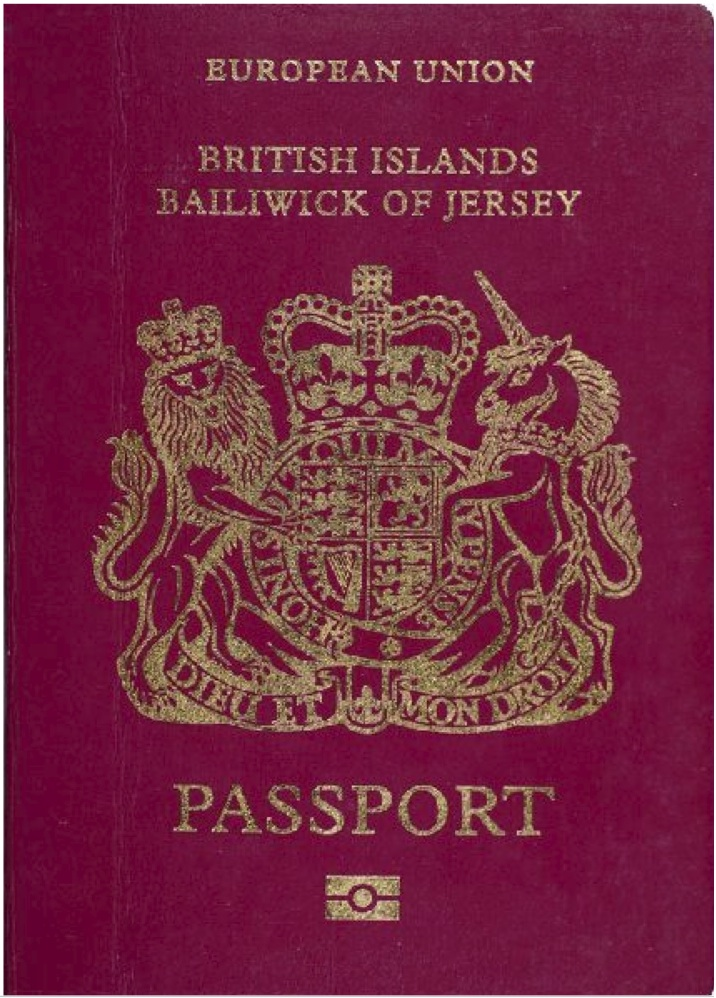
ジャージーで発行されたパスポート（2019年3月30日以前）

| カテゴリー                                 | 国コード | 有効旅券数 2021年12月31日 時点 | 発行機関                                                        |
| ------------------------------------------ | -------- | ------------------------------ | --------------------------------------------------------------- |
| イギリス市民                               | GBR      | 48,095,407                     | 旅券局（イギリス）; CSRO (ジブラルタル); 旅券局（王室属領代表） |
| イギリス海外領土市民A                      | GBD      | 79,622                         | CSRO (ジブラルタル); 旅券局（王室属領代表）                     |
| イギリス海外市民                           | GBO      | 10,797                         | 旅券局                                                          |
| イギリス国内に居住権を持つイギリス臣民     | GBS      | 26,682                         | 旅券局                                                          |
| イギリス国内に居住権を持たないイギリス臣民 | GBS      | 681                            | 旅券局                                                          |
| イギリス保護国出身者                       | GBP      | 1,063                          | 旅券局                                                          |
| イギリス国民 (海外)                        | GBN      | 679,787                        | 旅券局                                                          |

^A旧イギリス領の市民

### イギリス市民、イギリス海外市民、イギリス臣民、イギリス保護国出身者、イギリス国民 (海外)
イギリス市民、イギリス海外市民、イギリス臣民、イギリス保護国出身者、イギリス国民（海外）のパスポートは、イギリスの旅券局で発行される。イギリス外でパスポートを申請するこれらのカテゴリーのイギリス人は、旅券局にオンラインでパスポートを申請することができる。イギリスのパスポートは、以前は世界中のイギリス大使館にある外務・英連邦省によって発行されていた。しかし、2009年にイギリス市民のパスポートはイギリス内のパスポート・オフィスでのみ発行されるようになった。外務・英連邦省は、「2006年の領事サービスに関する報告書の中で、イギリス会計監査院は、セキュリティを高め、支出を削減するために、パスポート作成をより少ない場所に限定することを推奨している。」と述べている。

### ジブラルタル
ジブラルタルにいるイギリス市民とイギリス海外領土市民は、ジブラルタルでパスポートを申請することができ、ジブラルタル市民権・登録局で発行される。イギリス市民は、ジブラルタルでの居住権を与えられているので、いつでもジブラルタルに在住、就労、留学することができる。

### 王室属領と海外領土
ジャージー、ガーンジー、マン島のイギリスパスポートは、それぞれジャージー州、ガーンジー州、マン島政府を代表して、それぞれの王室属領の副知事の名前で発行される。一方、イギリスの海外領土では、それぞれの領土の知事の名前でイギリス海外領土市民パスポートが発行される。
海外領土の場合、国籍は居住地に関係なく「イギリス海外領土市民」となる。従来、機械読取式のゾーンでは、発行国コードの欄に3文字のISO 3166-1 alpha-3コードを、国籍の欄にGBD（イギリス海外領土市民の意）を表示していた。いずれの場合も、異なる領土のイギリス海外領土市民を自動的に区別することができた。しかし、2015年に旅券局がイギリス海外領土市民パスポートの発行を担当するようになってからは、すべての領土で発行国コードがGBDに変更されているため、パスポートの表紙など他の機能を使わなければ、所持者の居住地を特定することができなくなっている。

### 特別なパスポート
外交（Diplomatic）パスポート - 旅券局によってイギリスで、外交官や政府高官が海外へ渡航する際に発行される。
公用（Official）パスポート - 公務で海外に渡航する者に発行される。
クイーンズ・メッセンジャー（Queen's Messenger）パスポート - 政府に代わって文書を輸送する外交官のクーリエ用に発行される。2014年以降は、外交パスポートの中の備考欄に記載される様式に変更されている。
緊急（Emergency）パスポート - イギリス国籍を持つすべての者に発行される。イギリス連邦の市民も、外交使節団が存在しない国では発行される資格がある。相互協定に基づき、自国に外交使節団がいない、あるいは支援ができない国のEU市民にも発行される。
集団（Collective もしくは group）パスポート - 18歳未満のイギリス市民による5人から50人の団体に発行され、EEAやスイスに渡航するためのもので、学校の子供たちの修学旅行などに利用される。

### EUパスポート
イギリス市民、ジブラルタルのイギリス海外領土市民、居住権を持つイギリス臣民は、EU法上、イギリス国民とみなされる。そのため、イギリスがEUから離脱する2020年1月31日までは、EU市民とみなされていた。その結果、これらの国民に発行されたパスポートはEUパスポートとみなされた。EU加盟国のステータスを持つイギリスのパスポートは、他のEU加盟国からの領事支援を容易にした。
かつてEU加盟国のステータスを保持していたイギリス国民は、ブレグジット移行期間が終了する2020年12月31日まで、EEAおよびスイス内での自由な移動が可能だった。アイルランド法ではイギリス国民は外国人として扱われないため、イギリス国民のアイルランドでの居住、就労の権利は継続される。ビザなし渡航のための共通旅行区域は変更されない。その他のカテゴリーのイギリス国民は、EU市民とはみなされないが、シェンゲン圏への短期のビザなし渡航をすることができる。

## 外観

### 外側カバー
現在発行されているイギリスのパスポートの色は、ネイビーブルーである。
このパスポートには、表紙の中央にイギリスの紋章が描かれている。（紋章の上にはBRITISH PASSPORTと記され、下には発行元の政府名が記されている（例：UNITED KINGDOM OF GREAT BRITAIN AND NORTHERN IRELAND や TURKS AND CAICOS ISLANDS））。イギリスの主権下にない領域（例：香港のBN（O））に接続されている場合、発行政府はイギリスになる。バイオメトリック・パスポートのシンボル  は、フロントカバーの下部に表示されている。パスポートの裏表紙には、イングランド（チューダーローズ）、北アイルランド（シャムロック）、スコットランド（スコッチアザミ）、ウェールズ（スイセン）の花のエンブレムがエンボス加工されている。
イギリス、ジブラルタル、王室属領が発行するバーガンディレッドのパスポートは、EUの共通モデルをベースにしているため、異なるフォーマットになっている。紋章の上には UNITED KINGDOM OF GREAT BRITAIN AND NORTHERN IRELAND（関連する場合は GIBRALTAR または BRITISH ISLANDS（＋国名）の文字が刻まれ、下には PASSPORT の文字が刻まれている。）、表紙の下部には、バイオメトリック・パスポートのシンボル  が記載されている。2019年3月29日以前に発行されたパスポートでは、冊子の上部に EUROPEAN UNION の文字が印刷されていた。

#### 機能別パスポート
上記の通常のパスポートの他に、政府関係者には特別なパスポートが発行されており、表紙のテキストによって外交的地位が与えられる場合（外交パスポート）と与えられない場合（公用パスポート）がある。2014年までは、女王の使者のための特別なパスポートが用意されており、表紙には紋章の下に QUEEN'S MESSENGER - COURRIER DIPLOMATIQUE の文字、その上に BRITISH PASSPORT の文字が記されていた。表紙にかかわらず、内部のページは旧来の青色のパスポートと同様であった。
各パスポートの表紙の詳細は、画像で閲覧可能である。

### 内側カバー
チャールズ3世治世下のイギリスで発行されたパスポートには、内表紙に次の言葉が書かれている。
His Britannic Majesty's Secretary of State requests and requires in the name of His Majesty all those whom it may concern to allow the bearer to pass freely without let or hindrance and to afford the bearer such assistance and protection as may be necessary.
エリザベス2世治世下のイギリスで発行されたパスポートには、内表紙に次の言葉が書かれていた。
Her Britannic Majesty's Secretary of State requests and requires in the name of Her Majesty all those whom it may concern to allow the bearer to pass freely without let or hindrance and to afford the bearer such assistance and protection as may be necessary.

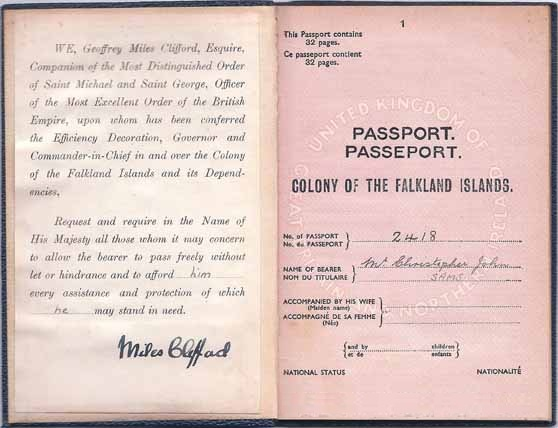
フォークランド諸島のパスポート（1982年以降は発行されていない）
表紙の内側に、フォークランド諸島の知事の名前が書かれている。

古いパスポートでは、より具体的に Her Britannic Majesty's Principal Secretary of State for Foreign Affairs （英国女王陛下の臣たる外務担当国務大臣の名において）と記載されており、それに加えて現職の名前も記載されていた。イギリス国外で発行されたパスポートでは、「英国女王陛下の名の下に」海外領土の知事または副知事が要請している。

### 個人情報ページ
旅券局が発行するパスポートには、個人情報ページに以下の情報が記載されている。
- 所有者の写真（デジタル画像をページに印刷したもの; 幅：35mm、高さ：45mm、頭の高さ（髪の毛の上まで）：32.8mm、写真の上から髪の毛の上までの距離。4.9mm)
- カテゴリー
- 国コード (GBRなど)
- パスポート番号
- 姓（称号については下記参照）
- 名
- 国籍（British Citizen（イギリス市民）や British Overseas Citizen（イギリス海外市民）、またイギリス連邦を代表して発行される場合は、Commonwealth Citizen（コモンウェルス市民）など[70]）
- 生年月日
- 性別（ジェンダー）
- 出生地（国外で生まれた場合市区町村のみ記載、ウェールズが出生地の場合希望によりウェールズ語で記載 [71]）
- 発行日
- 発行機関
- 有効期限
- P<GBRで始まる機械読み取りゾーン

項目は、英語とフランス語（例：「Date of birth/Date de naissance」）で記載され、このテキストがすべてウェールズ語とスコットランドのゲール語に翻訳されている物がある。 2019年3月までに発行されたパスポートは、EUの公用語に翻訳されている。
政府によると、パスポートに貴族の称号を使用する現行の方針では、申請者は、コート・オブ・ザ・ロード・ライアンがその爵位を認めたという証拠を提出するか、バーク貴族名鑑にその称号が含まれていることが必要とされている。これが認められた場合（そして申請者が称号の記載を希望した場合）、申請者は地域名を姓の一部として記載するのが正しい形式である。（領土指定の姓、例：Smith of Inverglen）正式な証明書には、所有者のフルネームの後に爵位が記載される。（例：The holder is John Smith, Baron of Inverglen.）

### 備考ページ
一部のイギリスパスポートには、備考ページに裏書きが記載されており、これは通常大文字（キャピタルレター）で記載されている。これは、発行時に記載されるもので、後にビザページに記入される入国スタンプとは異なる。いくつかの例を記載する。
- The Holder is not entitled to benefit from European Union provisions relating to employment or establishment

ジャージー、ガーンジー、マン島出身で、5年以上の世襲または居住によりイギリスとのつながりを持たないイギリス人は、パスポートにこの裏書きが記載され、また、イギリス国民 (海外)のカテゴリーに属する者も、2019年3月29日以降にパスポートを更新した場合、同じ裏書きが記載される。この裏書きは、2021年1月1日から使用されなくなった。
- The Holder has right of abode in the United Kingdom

居住権のあるイギリス人（通常はアイルランド出身）は、パスポートにこの裏書きが記載される。1973年から1982年の間は、イギリスに縁のある英国人（現在のイギリス市民）に発行されたパスポートにもこの記載がされた。.
- The Holder is entitled to readmission in the United Kingdom

通常、イギリスの永住権制度(通称:ILR)は、2年間イギリスを離れると失効してしまうが、1968年以降に無期限の入国・滞在許可を与えられたイギリス海外市民はこの限りではなく生涯永住権を所有している。よってその区別のため、無期限の入国・滞在許可を与えられた対象者にはこの裏書きが記載される。
- The Holder is subject to control under the Immigration Act 1971

イギリス国内に居住権を持たないイギリス人は、無期限の入国・滞在許可を与えられない限り、パスポートにこの裏書きが記載される。しかし、イギリス国民 (海外)カテゴリーのパスポートは居住権を持たないがこの裏書きは記載されない。
- In accordance with the United Kingdom immigration rules the holder of this passport does not require an entry certificate or visa to visit the United Kingdom

この裏書きは、イギリス国民 (海外)カテゴリーのパスポートに記載される。この裏書きにより、このパスポートの所持者は、1回の入国につき最大6ヶ月間、入国証明書やビザ無しで観光客としてイギリスに入国することができる。
- The Holder is also a British National (Overseas)

イギリス国民 (海外)カテゴリーも所有しているイギリス市民は、所持者の希望により、カテゴリーの証明のためパスポートに裏書きを記載することができる。
- The Holder of this passport has Hong Kong permanent identity card no XXXXXXXX which states that the holder has the right of abode in Hong Kong

1997年以前にイギリス国民 (海外)カテゴリーとして登録するには、申請者が香港での居住権を証明する香港身分証を所有している必要があったため、イギリス国民 (海外)カテゴリーのパスポートにはこの裏書きが記載される。所持者は、1997年の香港返還以後も、移民法に基づき香港の居住権や土地の所有権を持ち続けることが可能である。この裏書きは、所持者がイギリス国民 (海外)カテゴリーも所有しているイギリス市民である場合、所持者の希望により、イギリス市民のパスポートにも記載されることがある。
- The Holder is or The Holder is also known as ...

この裏書きは、所持者が職業・舞台・宗教上等の名前を使用または所持しており「広く」その名前で知られている場合、または、個人の重要な識別情報とみなされる法的な称号（例：博士、国王顧問、教授、宗教大臣）を持っている場合などに記載される。通常、「Dr.」や「Professor.」または代替の専門職名、宗教名などが所持者の要求に応じて記載される。例えば歌手のクリフ・リチャードの本名は、ハリー・ロジャー・ウエッブ (Harry Rodger Webb)であるため、パスポートには次のように記載される。
The Holder is also known as Cliff Richard
この裏書きは、貴族の称号を持つ者、枢密院のメンバー、爵位やその他の勲章の所持者のなどのパスポートにも記載されており、所持者の称号を証明するものである。
また、この裏書きは、所持者の名前が長すぎて、個人情報ページの30文字制限（スペースを含む）に収まらない場合にも記載され、姓・名・ミドルネームを含む名前の各行に適用される。この場合、所持者のフルネームが備考欄に記載される。旅券局のガイドラインによると、30文字の個人情報ページの制限に収まらない長い、または複数の姓を持つ者は、最初の姓をできるだけ多く入力し、続いてすべてのミドルネーム（ある場合）のイニシャルを入力する。例えば俳優のキーファー・サザーランドの個人情報ページには次のように記載される。

Surname: "Sutherland"

Given names: "Kiefer W F D G R"

備考ページ:
The Holder is Kiefer William Frederick Dempsey George Rufus Sutherland
- The holder's name in Chinese Commercial Code: XXXX XXXX XXXX

この裏書きは、香港にゆかりのあるイギリス国民 (海外)および香港イギリス領市民で、返還前に香港移民局で認められた中国名を持つ者が所持するパスポートに記載された。香港返還後、香港で発行されるパスポートは、イギリス総領事館でしか発行できなくなり、この裏書きは使われなくなった。
- Holder is a member of His Britannic Majesty's Diplomatic Service

- Holder is a spouse/dependant of a member of His Britannic Majesty's Diplomatic Service

この裏書きは、外交官やその配偶者、扶養家族が持つ英国パスポートに記載されている。

## 複数のパスポート
正当な理由がある者は、2冊以上のパスポートを持つことが許される場合がある。これは通常、ビジネスで頻繁に旅行する者に適用され、他の国のビザを待っている間に旅行するためのパスポートを持つ必要がある場合などである。また、シリア、レバノン、リビア、クウェート、イラン、イラク、パキスタン、サウジアラビア、スーダン、イエメンなどのイスラム教国では、パレスチナ問題の影響で、パスポートにイスラエル発行のスタンプやビザが押されている場合、訪問者にビザを発給しない場合がある。その場合、問題を回避するために、2つ目のパスポートを申請することができる。申請には、理由と証拠となる書類（雇用主からの手紙など）を提出する必要がある。
さらに、イギリス市民とイギリス海外領土市民の二重国籍を持つ者は、異なるカテゴリーの2つのパスポートを同時に所持することが認められている。ただし、ジブラルタルやフォークランド諸島に関係してイギリス海外領土市民を取得した者は、規定の違いから対象外となり、両市民権を保有していてもイギリス市民のパスポートが発行されるとイギリス海外領土市民パスポートは抹消される。

## 君主
国王であるチャールズ3世は、パスポートを持っていない。パスポートは国王の名前とその権限で発行されるため、国王がパスポートを所持する必要がないからである。しかし、カミラ王妃やウェールズ公であるウィリアム王子などの王室メンバーは全員パスポートを持っている。

## ビザの要件

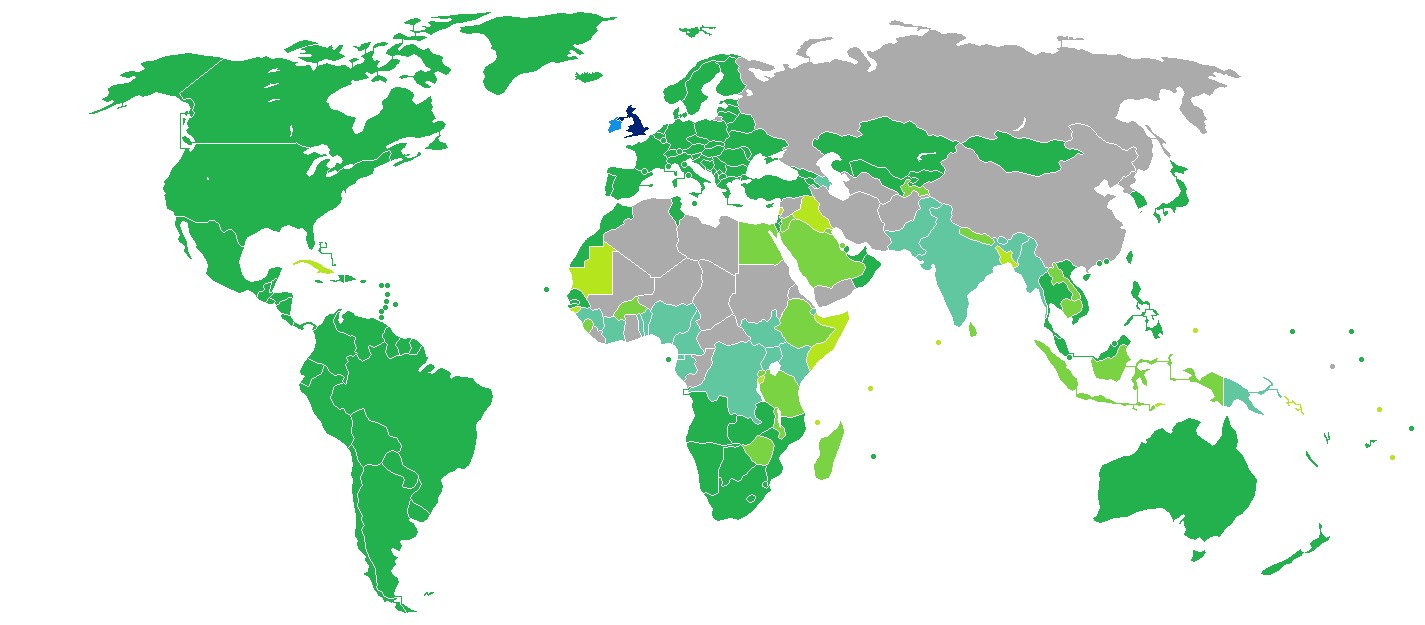
イギリス
自由通過（アイルランド）
ビザ免除
到着時にビザ取得
電子ビザ
到着時またはオンラインでビザ取得可能
ビザが必要

ここにおいてビザ要件とは、他国の当局がイギリス市民に課す行政上の入国制限のことである。2019年3月26日現在、通常の英国旅券の保有者は、185の国と地域にビザなしまたは到着時にビザを取得することができ、Henley Passport Indexによると、イギリス市民パスポートは旅行の自由度の面で世界第5位（オーストリア、オランダ、ノルウェー、ポルトガル、スイスのパスポートと同率）となっている。さらに、Arton CapitalのPassport Indexでは、2018年10月17日時点で、ビザなしスコアが164で、英国旅券は旅行の自由度の点で世界第3位に位置している（オーストリア、ベルギー、カナダ、ギリシャ、アイルランド、日本、ポルトガル、スイスのパスポートと同列）。
他のカテゴリーのイギリス人、すなわちイギリス国民（海外）、イギリス海外市民、イギリス海外領土市民、イギリス保護国出身者、イギリス臣民のビザ要件は異なる。

## 統計

### パスポート
| パスポート | パスポート   | 発行数            |
| ---------- | ------------ | ----------------- |
| イギリス   | イギリス     | 51,116,513 (2019) |
| イギリス   | ジブラルタル | 2,240 (2019)      |
| イギリス   | その他       | 421,828 (2019)    |

### 海外旅行
政府が提供しているForeign travel adviceによると（補足事項がない限り）、2015年の各国への年間訪問者数は以下の通りである。
| 国名                             | 旅行者          | パスポートの紛失・盗難件数 |
| -------------------------------- | --------------- | -------------------------- |
| アルバニア                       | 80,000          |                            |
| アメリカ領サモア                 | 119             |                            |
| アンゴラ                         | 14,267/12,319 ? |                            |
| アンドラ                         | 150,000         |                            |
| アンギラ                         | 5,021           |                            |
| 南極                             | 3,915           |                            |
| アンティグア・バーブーダ         | 70,701          |                            |
| アルバ                           | 10,447          |                            |
| オーストラリア                   | 731,900         | 640                        |
| オーストリア                     | 919,500         |                            |
| アゼルバイジャン                 | 29,514          |                            |
| バハマ                           | 28,022          |                            |
| バングラデシュ                   | 150,000         |                            |
| バルバドス                       | 218,638         |                            |
| ベラルーシ                       | 6,000           |                            |
| ベルギー                         | 868,173         |                            |
| ベリーズ                         | 13,342          |                            |
| バミューダ諸島                   | 41,348          |                            |
| ブータン                         | 3,246           |                            |
| ボリビア                         | 17,528          |                            |
| ボスニア・ヘルツェゴビナ         | 12,715          |                            |
| ボツワナ                         | 41,011          |                            |
| ブラジル                         | 185,858         |                            |
| ブルネイ                         | 18,222          |                            |
| ブルガリア                       | 424,384         |                            |
| ブルキナファソ                   | 1,343           |                            |
| カンボジア                       | 159,489         |                            |
| カメルーン                       | 16,008          |                            |
| カナダ                           | 819,530         |                            |
| カーボベルデ                     | 126,685         |                            |
| ケイマン諸島                     | 14,017          |                            |
| チリ                             | 54,714          |                            |
| 中国                             | 594,300         |                            |
| コロンビア                       | 39,715          |                            |
| コンゴ共和国                     | 6,115           |                            |
| クック諸島                       | 2,954           |                            |
| コスタリカ                       | 76,173          |                            |
| クロアチア                       | 750,675         |                            |
| キューバ                         | 155,802         |                            |
| キュラソー島                     | 2,806           |                            |
| キプロス                         | 1,327,805       |                            |
| チェコ                           | 470,576         |                            |
| デンマーク                       | 150,000         |                            |
| ドミニカ国                       | 4,951           |                            |
| ドミニカ共和国                   | 177,534         |                            |
| エクアドル                       | 27,126          |                            |
| エジプト                         | 865,000         |                            |
| エチオピア                       | 20,000          |                            |
| エストニア                       | 58,402          |                            |
| フィジー                         | 16,925          |                            |
| フィンランド                     | 232,071         |                            |
| フランス                         | 12,235,713      | 1,344                      |
| フランス領ポリネシア             | 2,840           |                            |
| ガンビア                         | 60,424          |                            |
| ガーナ                           | 90,000          |                            |
| ジョージア                       | 29,406          |                            |
| ドイツ                           | 2,551,061       | 606                        |
| ギリシャ                         | 2,397,169       |                            |
| グリーンランド                   | 1,595           |                            |
| グレナダ                         | 25,351          |                            |
| グアドループ                     | <1,000          |                            |
| 香港                             | 555,353         |                            |
| ハンガリー                       | 376,573         |                            |
| アイスランド                     | 297,963         |                            |
| インドネシア                     | 352,017         |                            |
| インド                           | 986,296         |                            |
| アイルランド                     | 3,547,000       |                            |
| イスラエル                       | 198,500         |                            |
| イタリア                         | 4,922,000       | 737                        |
| ジャマイカ                       | 217,647         |                            |
| 日本                             | 310,500         |                            |
| ヨルダン                         | 64,776          |                            |
| カザフスタン                     | 21,341          |                            |
| キリバス                         | 173             |                            |
| クウェート                       | 7,000           |                            |
| ケニア                           | 100,000         |                            |
| キルギス                         | 6,900           |                            |
| ラオス                           | 27,723          |                            |
| ラトビア                         | 95,357          |                            |
| レバノン                         | 61,994          |                            |
| レソト                           | 2,380           |                            |
| リヒテンシュタイン               | 2,200           |                            |
| リトアニア                       | 58,200          |                            |
| ルクセンブルク                   | 69,350          |                            |
| マカオ                           | 57,121          |                            |
| マダガスカル                     | 3,167           |                            |
| マレーシア                       | 358,818         |                            |
| マラウイ                         | 51,145          |                            |
| モルディブ                       | 103,977         |                            |
| マルタ                           | 640,570         |                            |
| マリ                             | 900             |                            |
| マーシャル諸島                   | 51              |                            |
| モーリシャス                     | 149,807         |                            |
| メキシコ                         | 563,099         |                            |
| モルドバ                         | 11,555          |                            |
| モンゴル                         | 6,012           |                            |
| モンテネグロ                     | 37,464          |                            |
| モントセラト                     | 1,380           |                            |
| モロッコ                         | 554,000         |                            |
| ミャンマー                       | 51,051          |                            |
| ナミビア                         | 27,365          |                            |
| ネパール                         | 29,730          |                            |
| ニューカレドニア                 | 708             |                            |
| ナイジェリア                     | 117,000         |                            |
| ニウエ                           | 146             |                            |
| 北マケドニア共和国               | 8,856           |                            |
| ノルウェー                       | 581,000         |                            |
| オランダ                         | 2,195,000       | 602                        |
| ニュージーランド                 | 249,264         |                            |
| ニカラグア                       | 16,923          |                            |
| オマーン                         | 143,224         |                            |
| パキスタン                       | 275,400         |                            |
| パラオ                           | 852             |                            |
| パナマ                           | 16,338          |                            |
| パプアニューギニア               | 6,974           |                            |
| ペルー                           | 69,506          |                            |
| フィリピン                       | 182,708         |                            |
| ポーランド                       | 796,900         |                            |
| ポルトガル                       | 2,600,000       | 405                        |
| カタール                         | 120,495         |                            |
| ルーマニア                       | 243,991         |                            |
| ロシア                           | 193,522         |                            |
| サバ島                           | 200             |                            |
| セントルシア                     | 68,175          |                            |
| セントビンセント・グレナディーン | 17,045          |                            |
| サモア                           | 1,422           |                            |
| サンマリノ                       | 5,750           |                            |
| サントメ・プリンシペ             | 83              |                            |
| セルビア                         | 32,802          |                            |
| セーシェル                       | 21,906          |                            |
| シンガポール                     | 518,903         |                            |
| シント・ユースタティウス島       | 200             |                            |
| スロバキア                       | 77,837          |                            |
| スロベニア                       | 118,508         |                            |
| ソロモン諸島                     | 496             |                            |
| 南アフリカ                       | 407,486         |                            |
| 韓国                             | 126,024         |                            |
| スペイン                         | 18,502,722      | 5,605                      |
| スリランカ                       | 201,879         |                            |
| スリナム                         | 1,077           |                            |
| スワジランド                     | 15,503          |                            |
| スイス                           | 709,925         | 430                        |
| スウェーデン                     | 603,000         |                            |
| 台湾                             | 104,911         |                            |
| タンザニア                       | 67,742          |                            |
| タイ                             | 994,468         | 603                        |
| 東ティモール                     | 1,253           |                            |
| トンガ                           | 1,102           |                            |
| トリニダード・トバゴ             | 37,473          |                            |
| トルコ                           | 2,254,871       |                            |
| タークス・カイコス諸島           | 6,399           |                            |
| ツバル                           | 59              |                            |
| ウガンダ                         | 43,009          |                            |
| ウルグアイ                       | 20,000          |                            |
| ウクライナ                       | 78,603          |                            |
| アラブ首長国連邦                 | 1,265,000       |                            |
| アメリカ                         | 5,076,167       | 1,539                      |
| ウズベキスタン                   | 1,800           |                            |
| ベネズエラ                       | 20,837          |                            |
| ベトナム                         | 283,537         |                            |
| ザンビア                         | 36,997          |                            |

1. 1 2 3 4 5 6 7 8 9 10 11 12 13 14 15 16 17 18  2014年時点
2. 1 2 3 4 5 6 7 8 9 10 11 12 13 14 15 16 17 18 19 20 21 22 23 24 25 26 27 28 29 30 31 32 33 34 35 36 37 38 39 40 41 42 43 44 45 46 47 48 49 50 51 52 53 54 55 56 57 58 59 60 61 62 63 64  2017年時点
3. 1 2 3  2015年時点
4. 1 2 3 4 5 6 7 8 9 10 11 12 13 14 15 16 17 18 19 20 21 22 23 24 25 26 27 28 29 30 31 32 33  2016年時点
5. 1 2 3 4 5 6 7 8 9 10 11 12 13 14 15 16  観光客向け宿泊施設の宿泊者のみ
6. ↑  2011年時点
7. 1 2 3 4 5 6 7 8 9  2018年時点
8. 1 2 3 4 5  空路での到着のみ
9. 1 2  2012年時点
10. 1 2 3  2013年時点
11. 1 2  2009年時点
12. ↑  2010年時点
13. ↑  2019年時点
14. ↑  2005年時点
15. ↑  総数には、観光客、ビジネス旅行者、学生、交流訪問者、臨時労働者および家族、外交官およびその他の代表者、その他すべてのクラスの非移民入国者（I-94）が含まれます。

## 手数料
手数料は、成人（16歳以上）で50ページの頻繁旅行者用パスポートを紙のフォームで申請する場合、無料から95ポンドである。

ブレグジット前のイギリスのパスポートの印刷は、イギリスのデ・ラ・ルー社が契約していた。だが、2018年、ブレグジット後の印刷契約は、フランス・オランダのジェムアルト社に発注され、2019年には多国籍企業タレス・グループのタレスDISとなった。パスポートはポーランドでより安価に印刷されることになり、デ・ラ・ルー社のプリンターの仕事がなくなることが物議を醸している。

## 画像

公用・外交パスポート
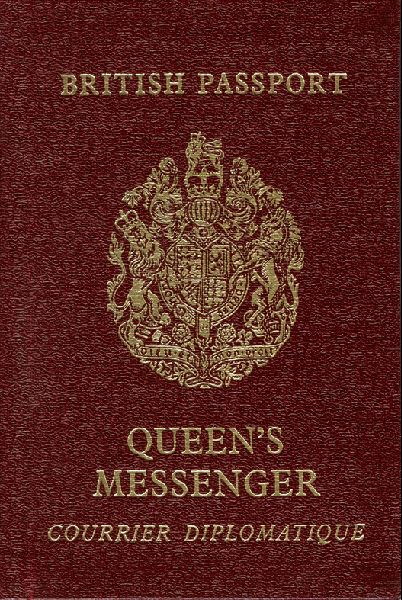
クイーンズ・メッセンジャーパスポート
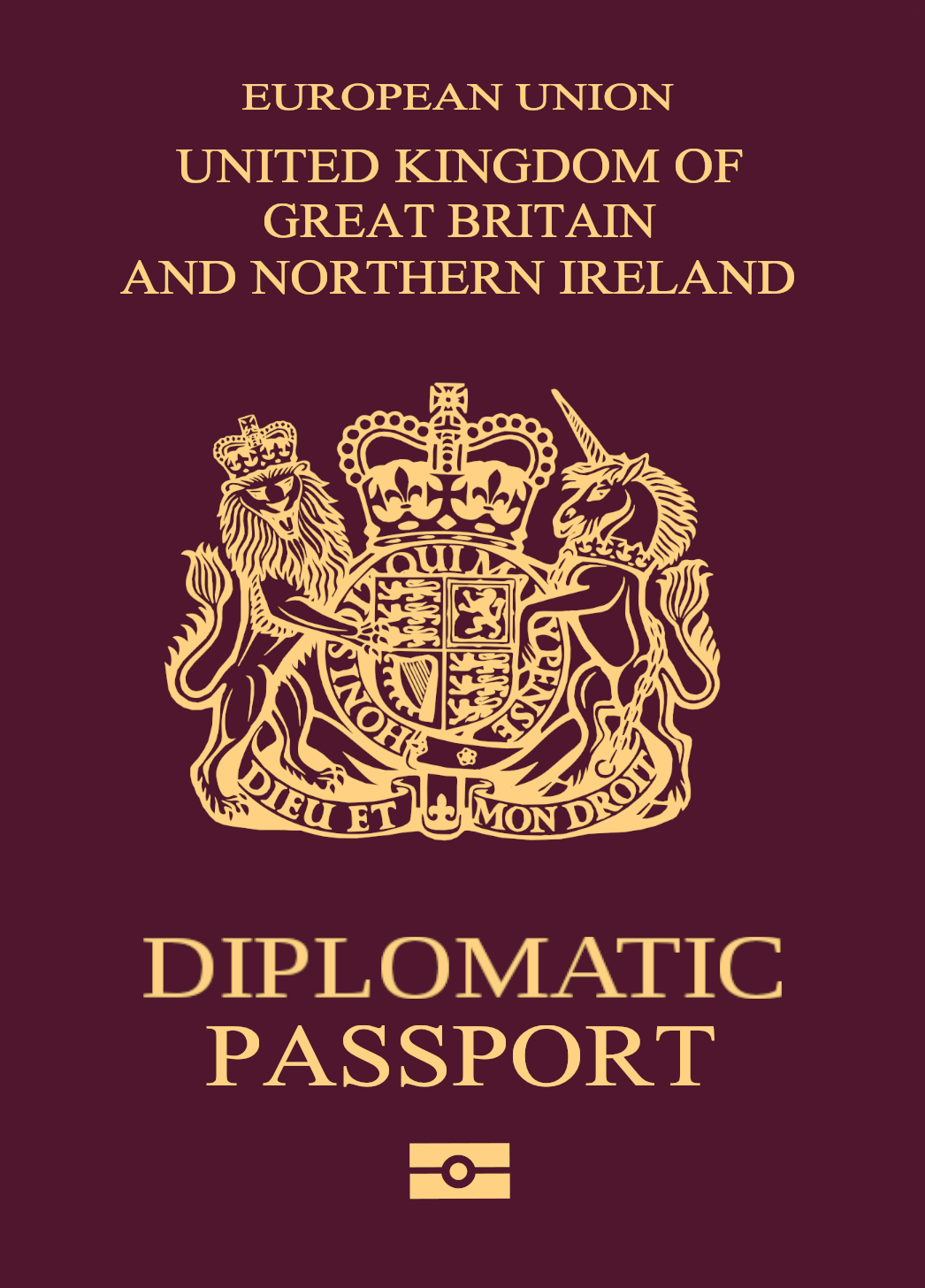
外交パスポート
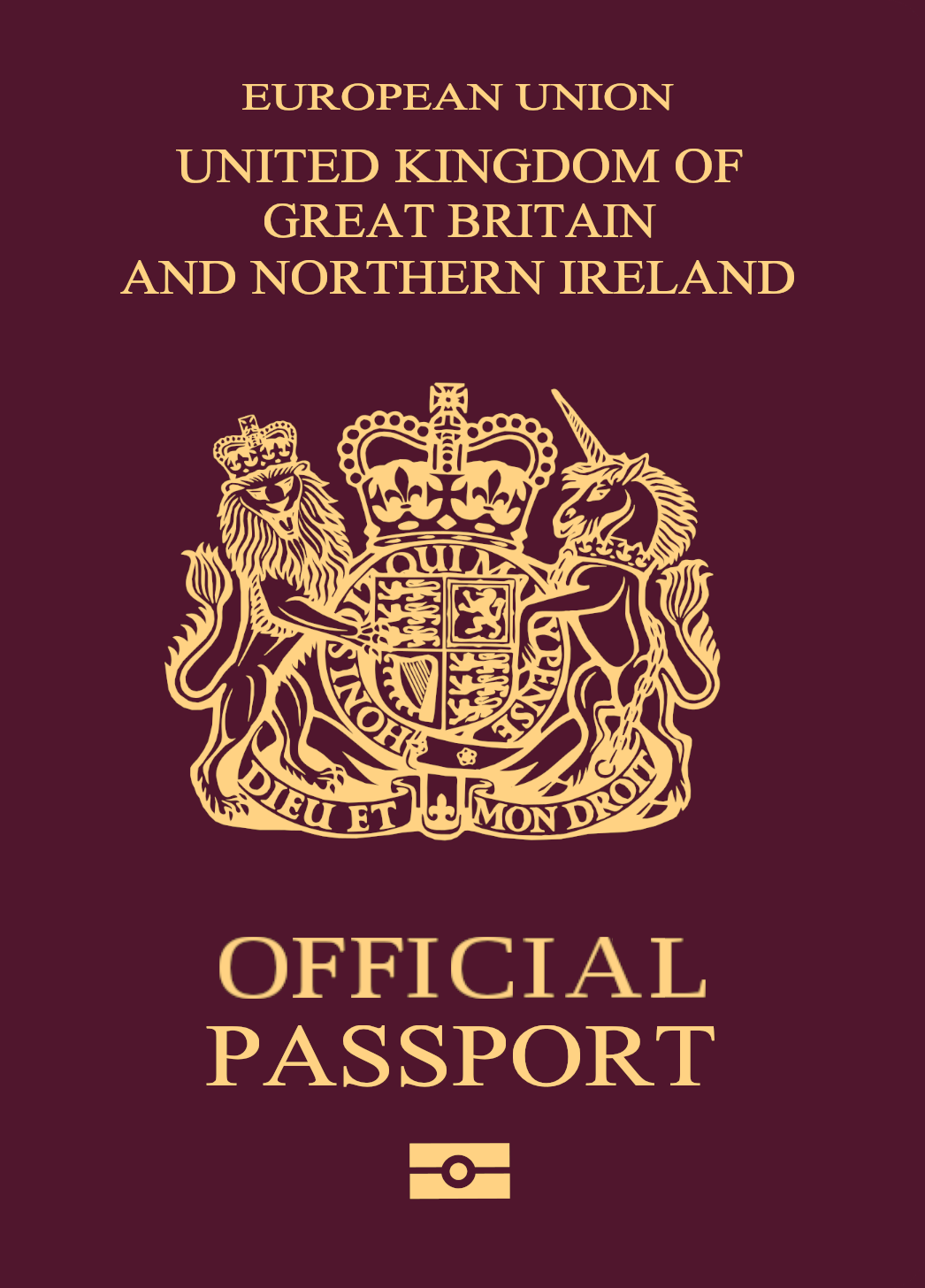
公用パスポート

緊急パスポート
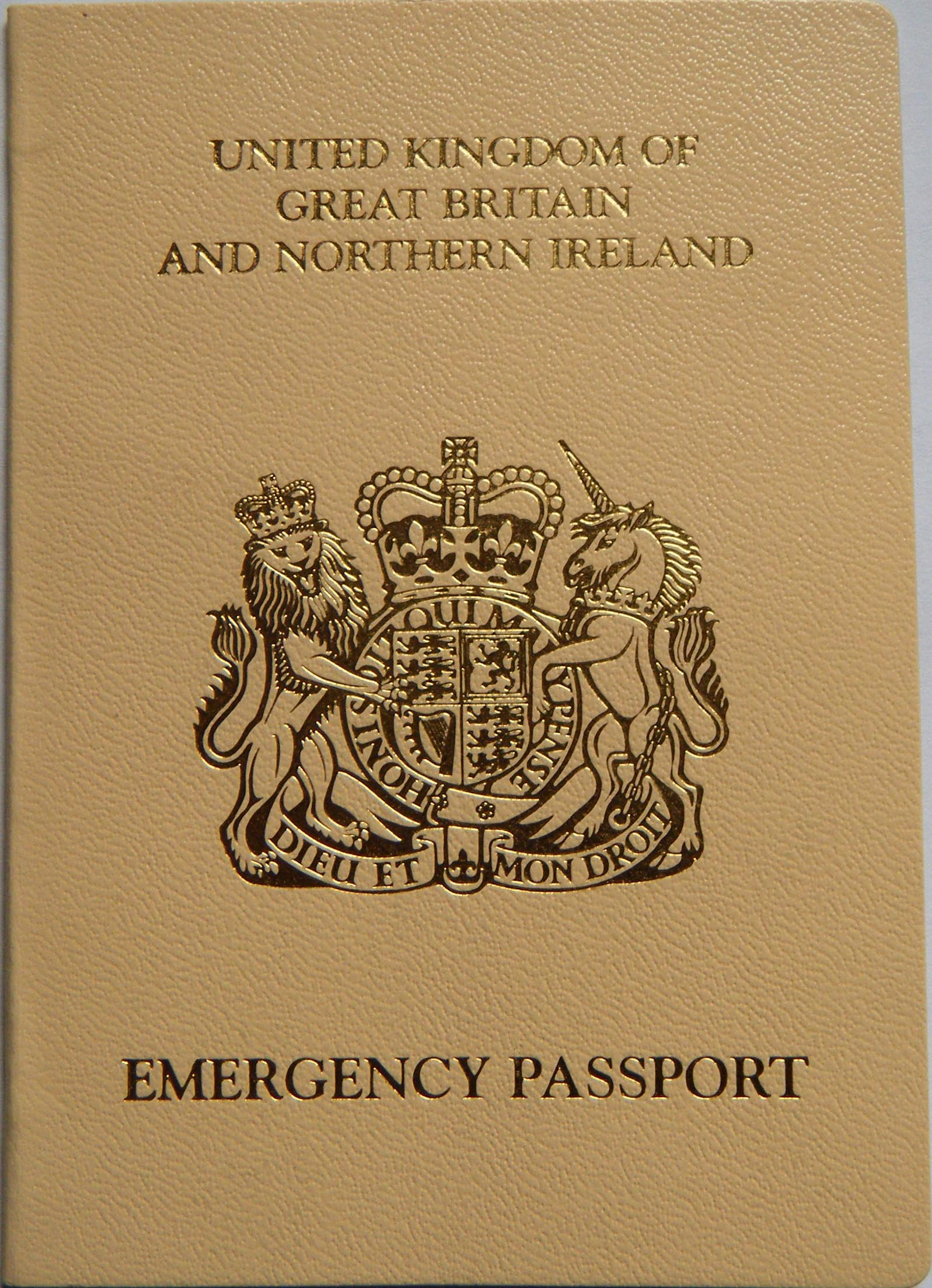
シリーズB 緊急パスポート

海外領土のパスポート
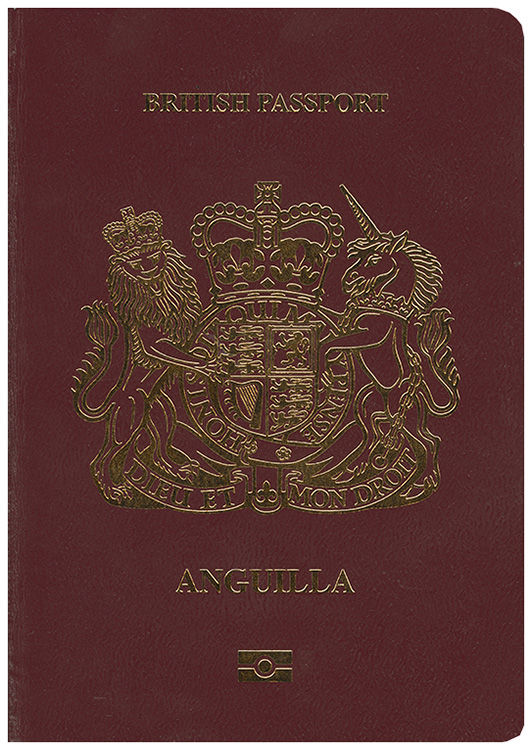
アングィラ
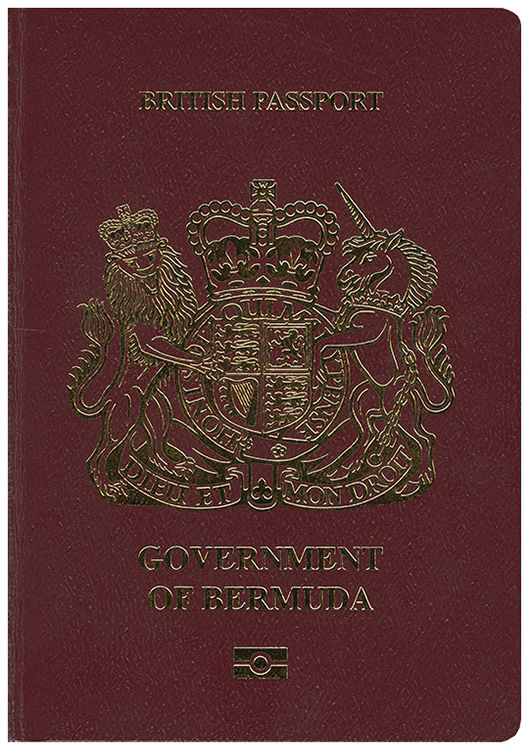
バミューダ諸島
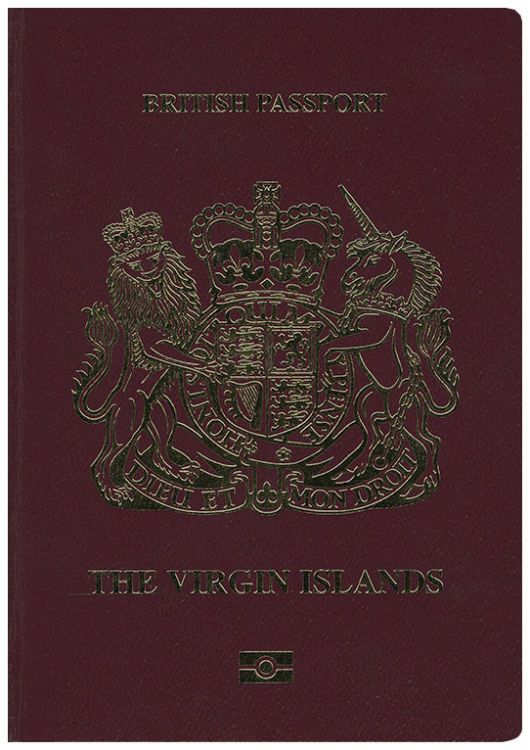
ヴァージン諸島
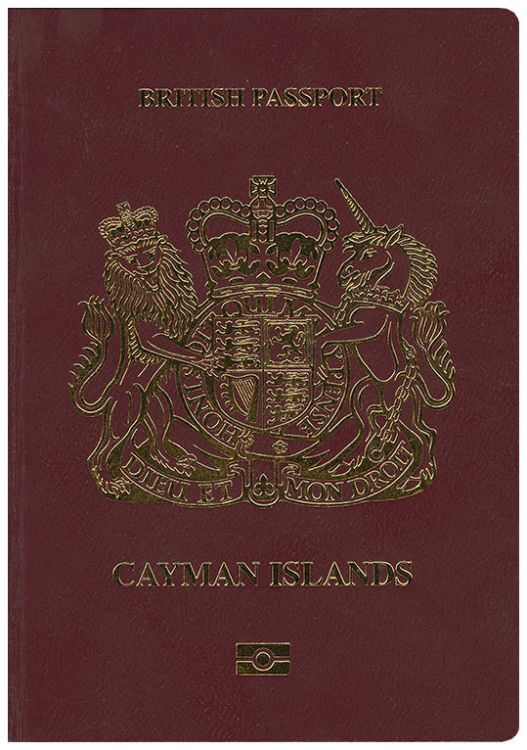
ケイマン諸島
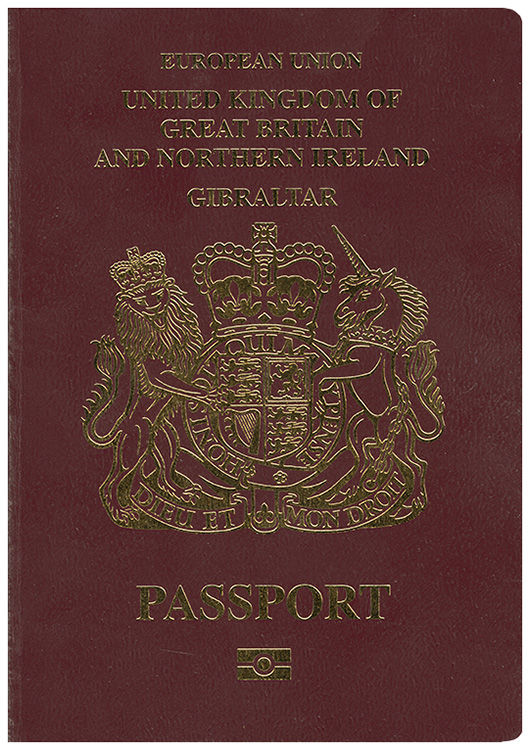
ジブラルタル
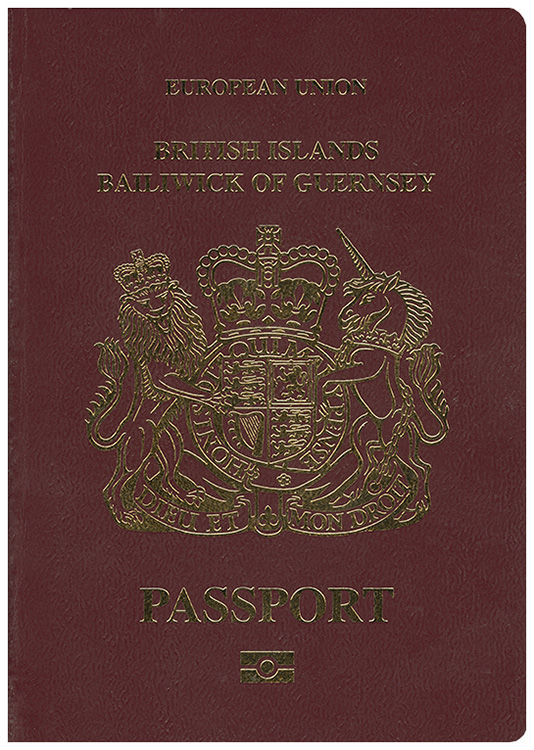
ガーンジー島
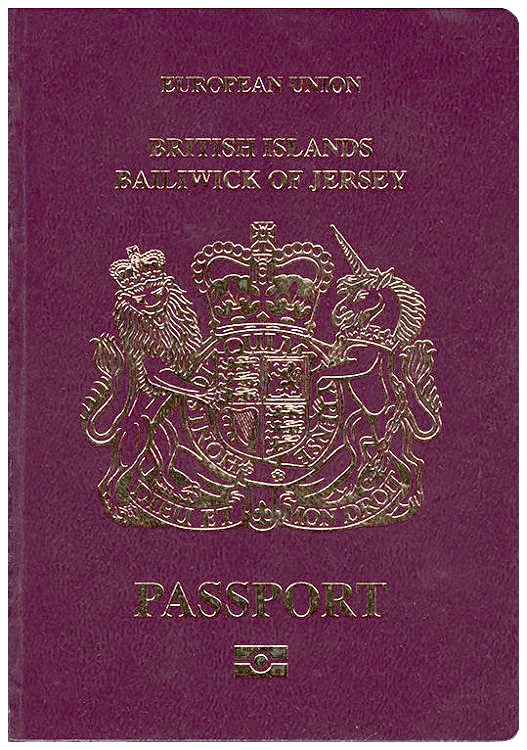
ジャージー
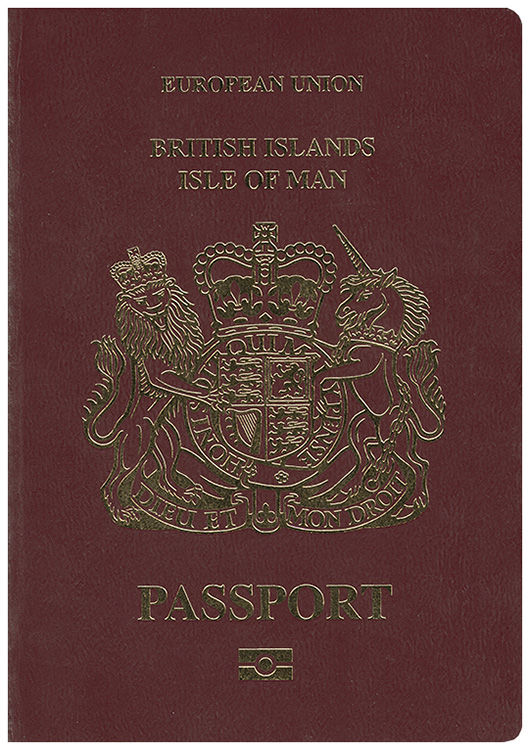
マンクス
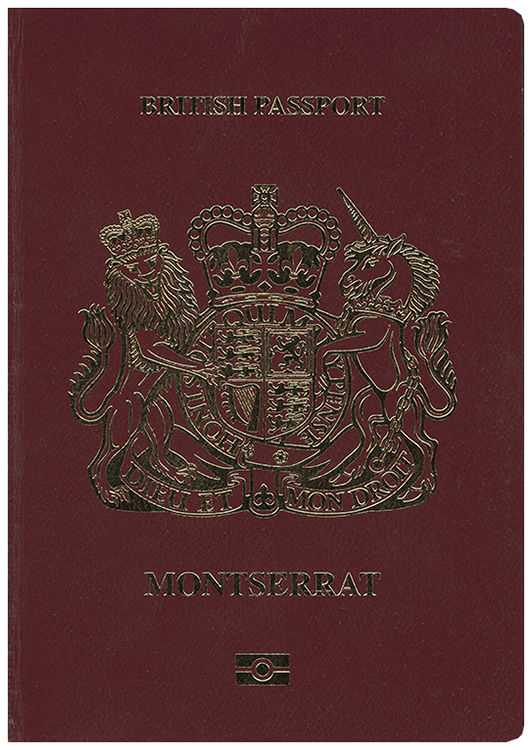
モントセラト
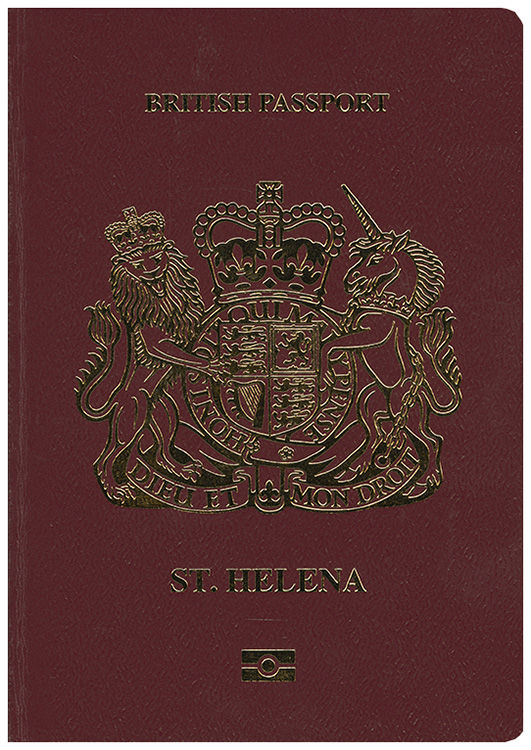
セントヘレナ島
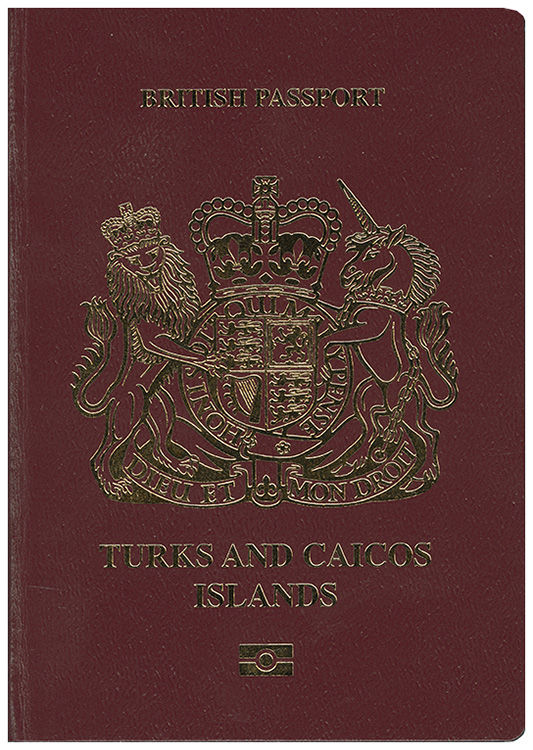
タークス・カイコス諸島

- 公用・外交パスポート
- クイーンズ・メッセンジャー（英語版）パスポート
- 外交パスポート
- 公用パスポート

- 緊急パスポート
- シリーズB 緊急パスポート

過去に発行されたパスポート
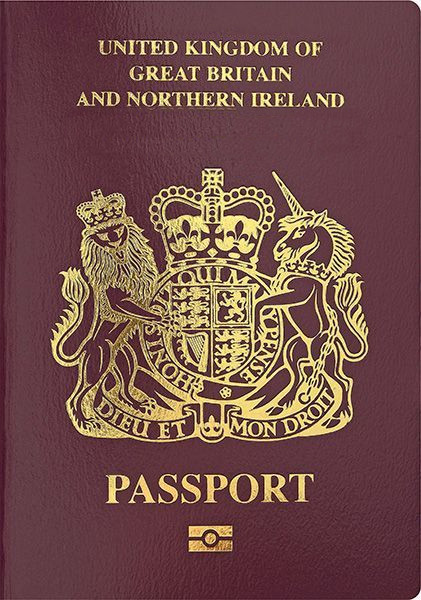
2019年3月30日から2020年初頭までに発行されたパスポート（イギリス市民を含むすべてのイギリス国民に発行された非EU様式）
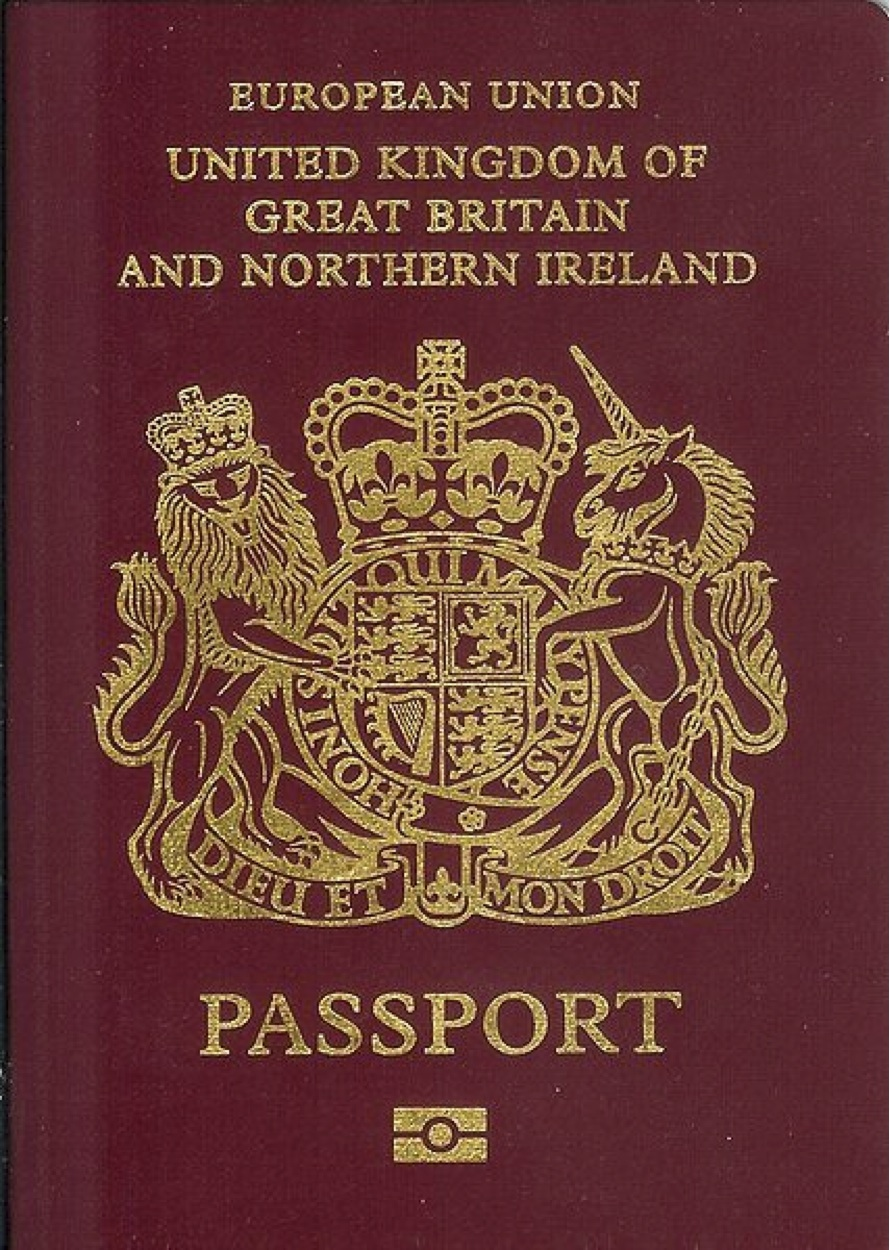
2019年3月30日以前に発行されたパスポート（発行された最後のEU様式）
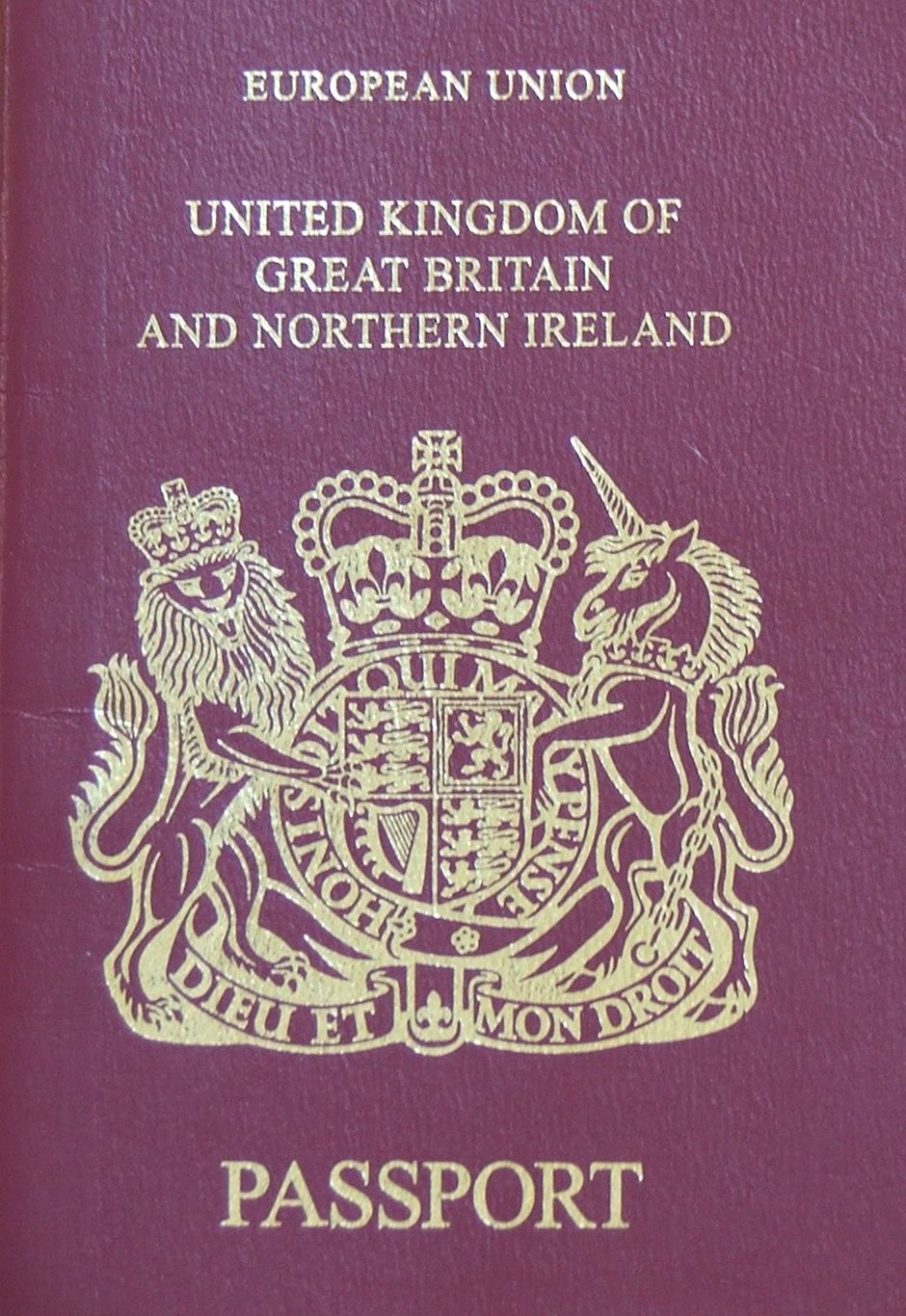
1997年から2006年までに発行された非バイオメトリック・パスポート
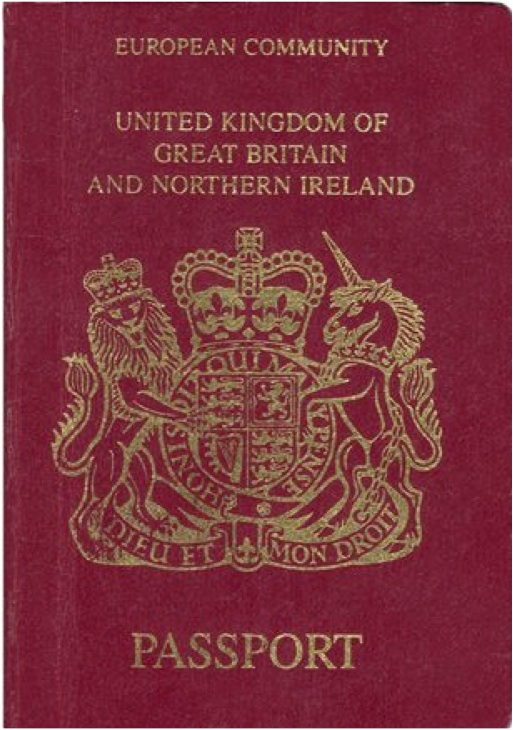
1988年から1997年にかけて発行されたイギリス初の機械読取式パスポート
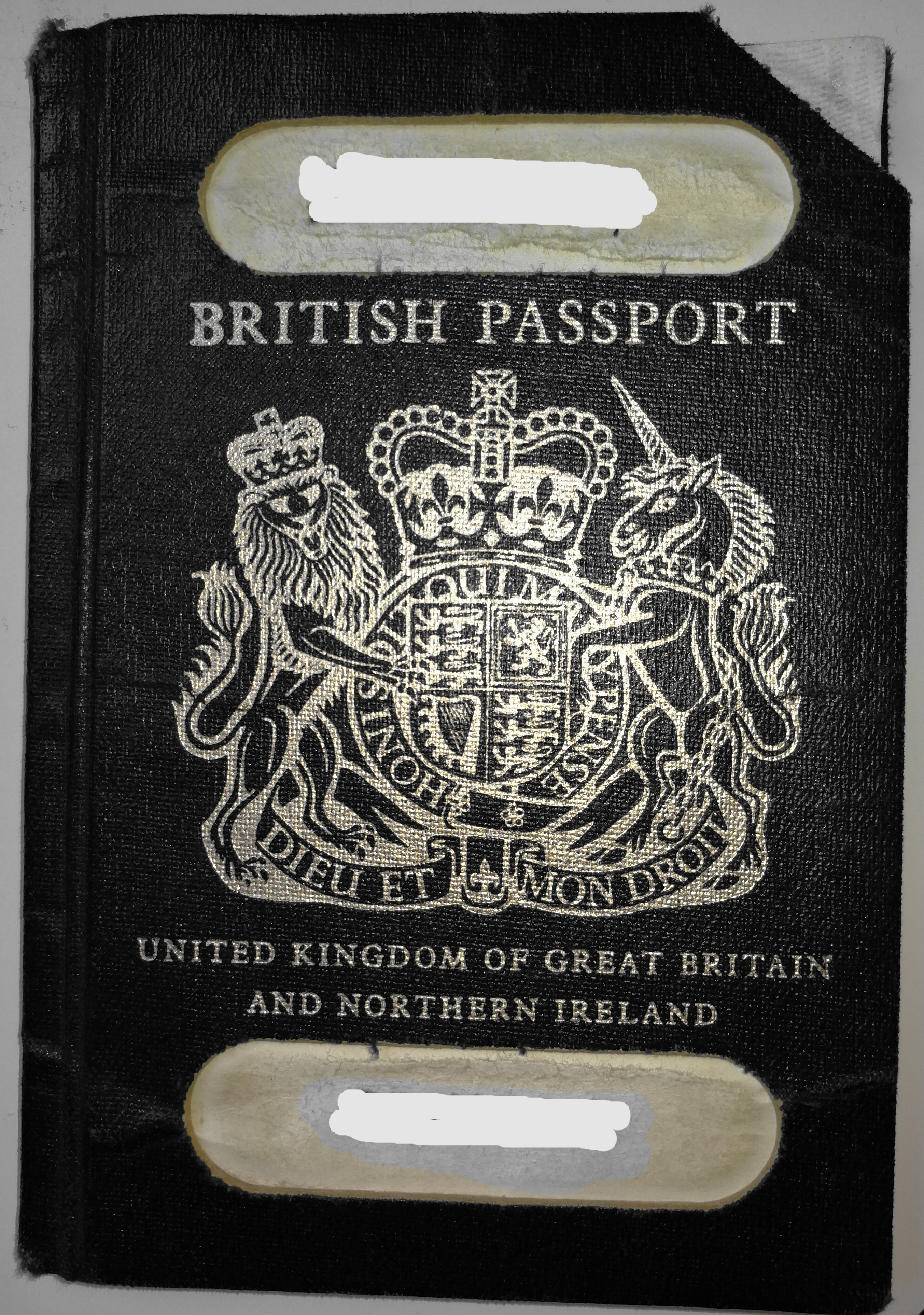
1988年以前に発行された最後の機械読取式パスポート
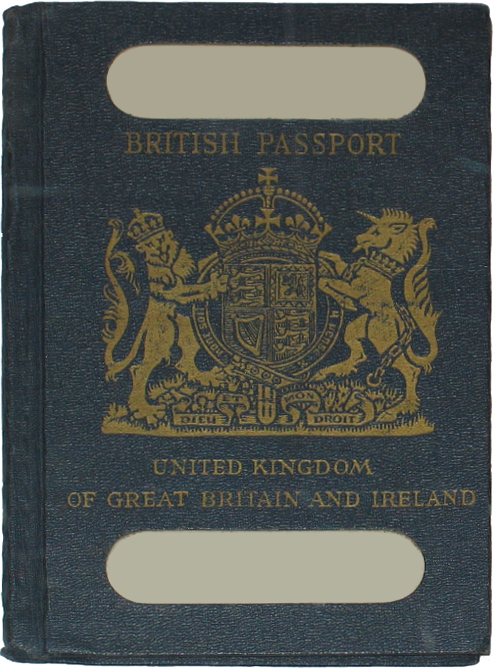
1920年代に発行されたパスポート
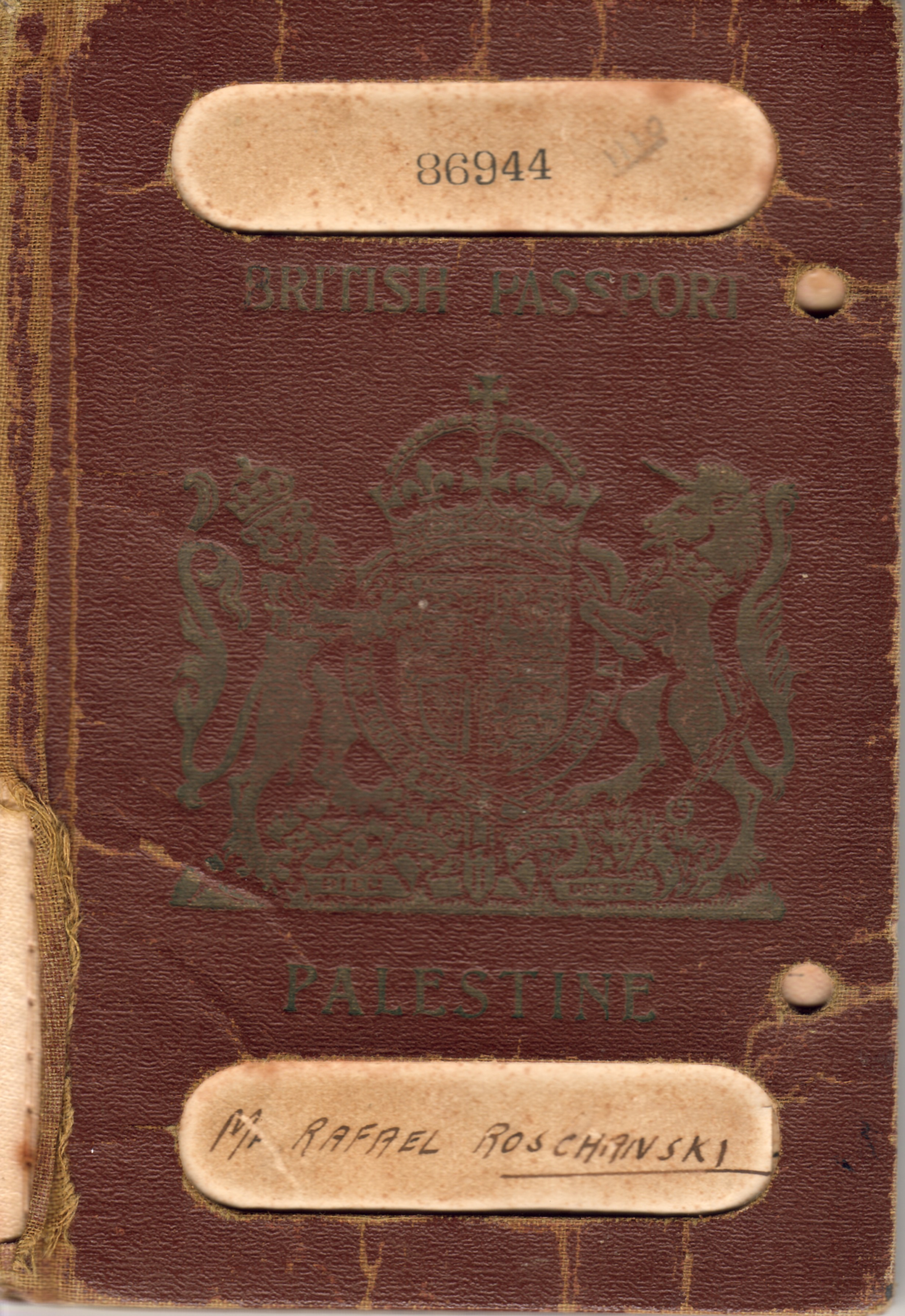
1939年に発行されたイギリス委任統治領パレスチナのパスポート
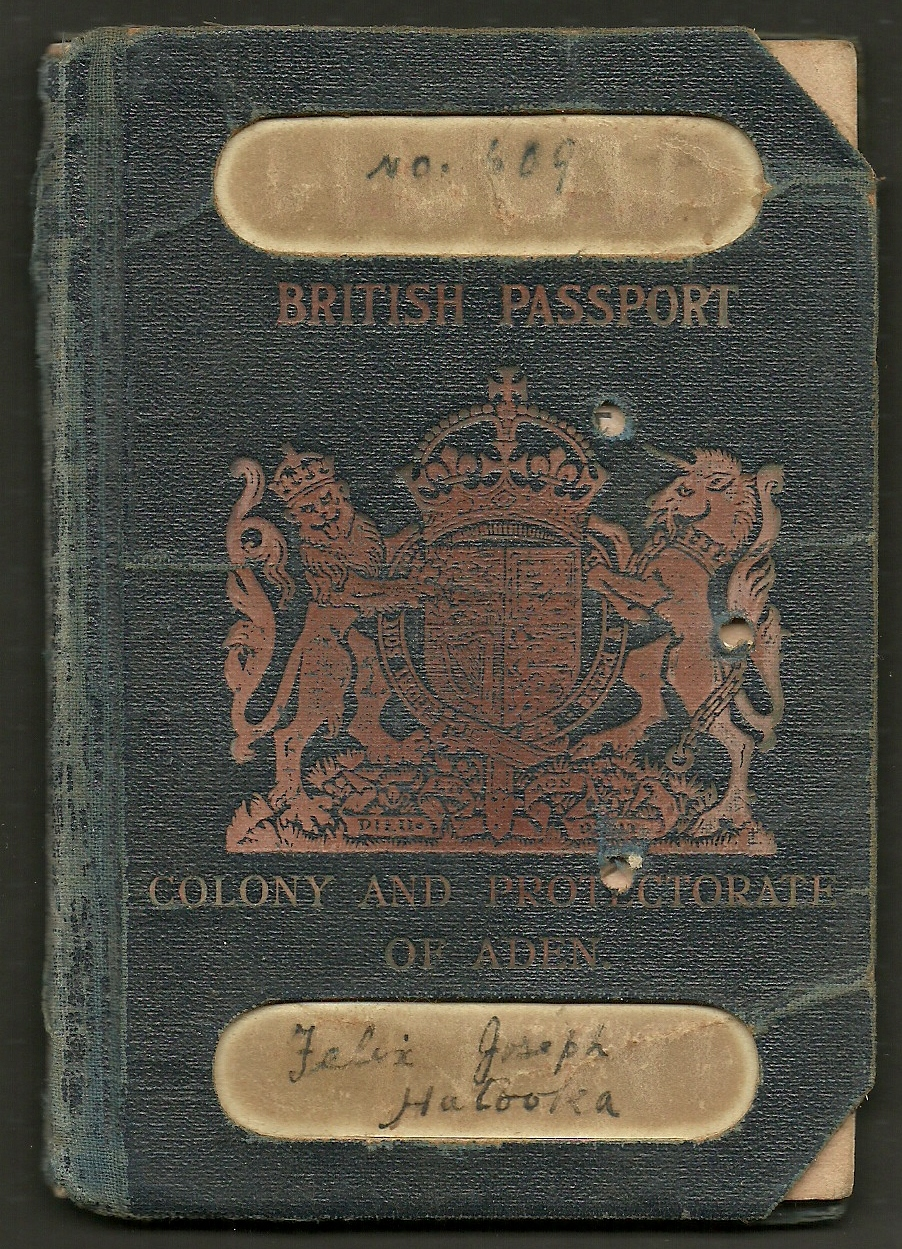
1940年に発行されたアデン植民地
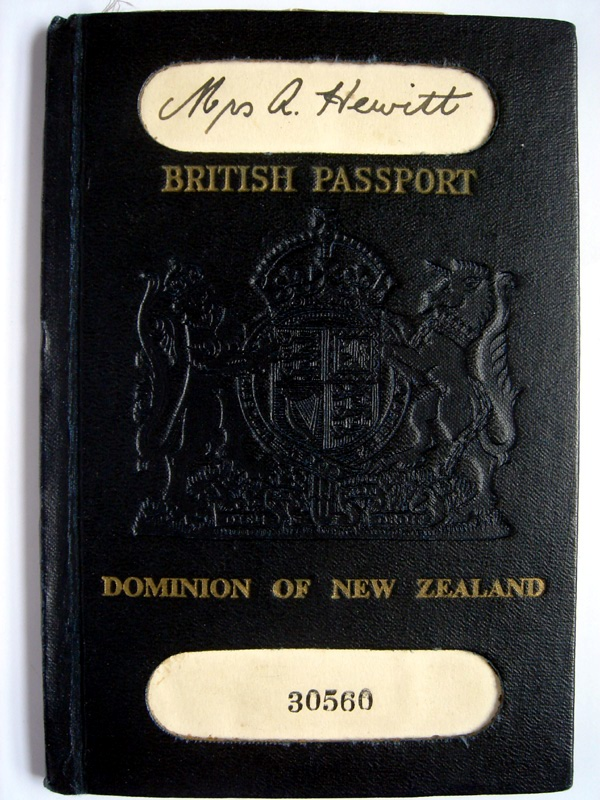
ニュージーランドのパスポート
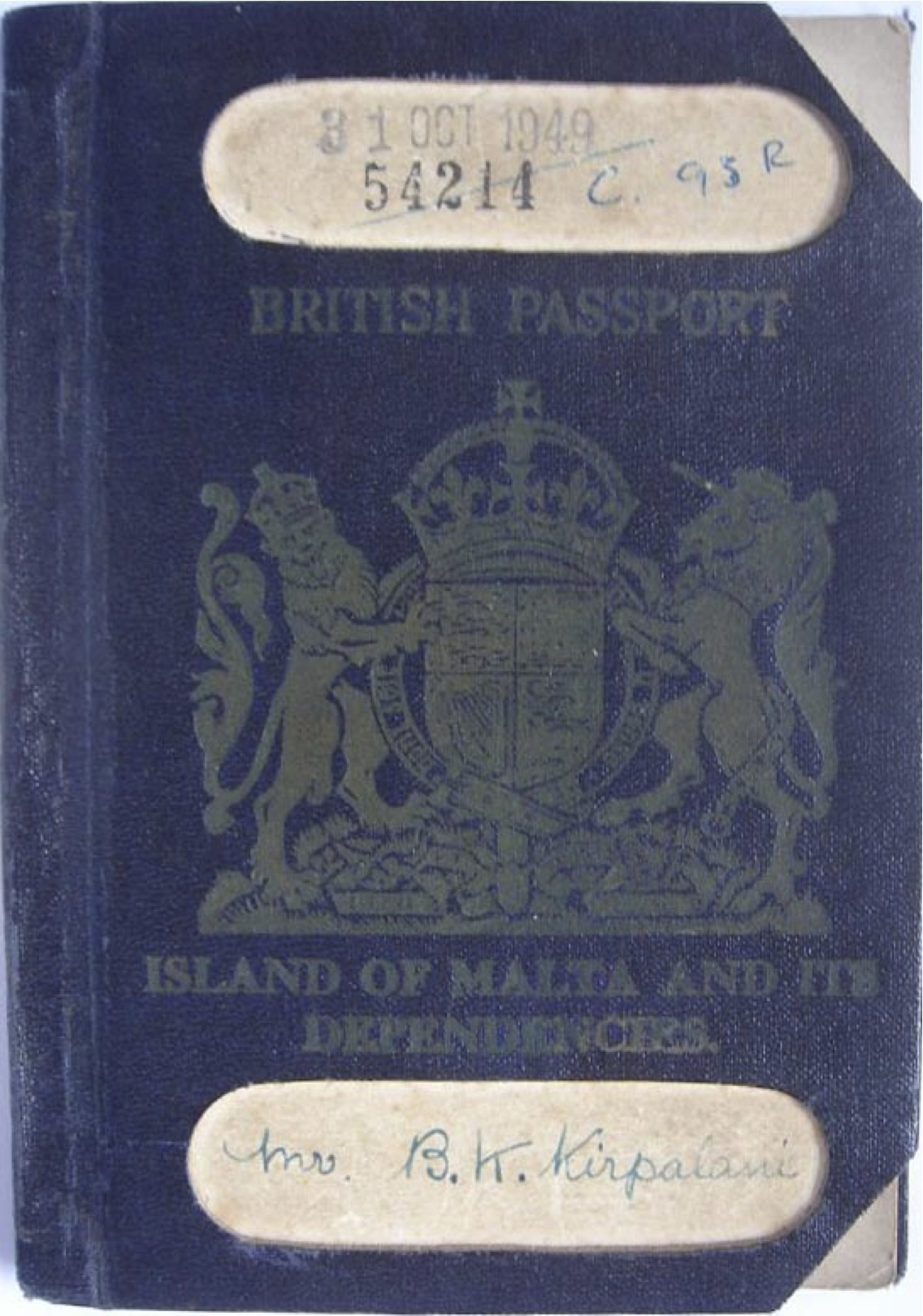
1949年に発行されたマルタ共和国のパスポート
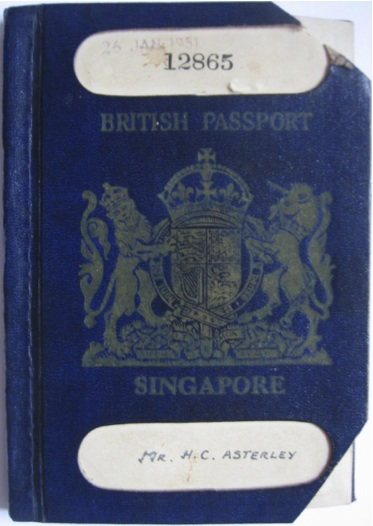
1951年に発行されたシンガポールのパスポート
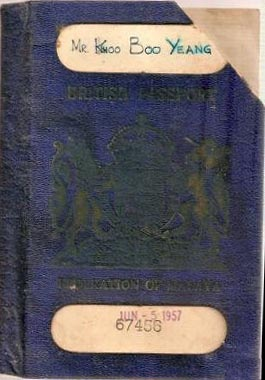
1957年に発行されたマラヤ連邦のパスポート
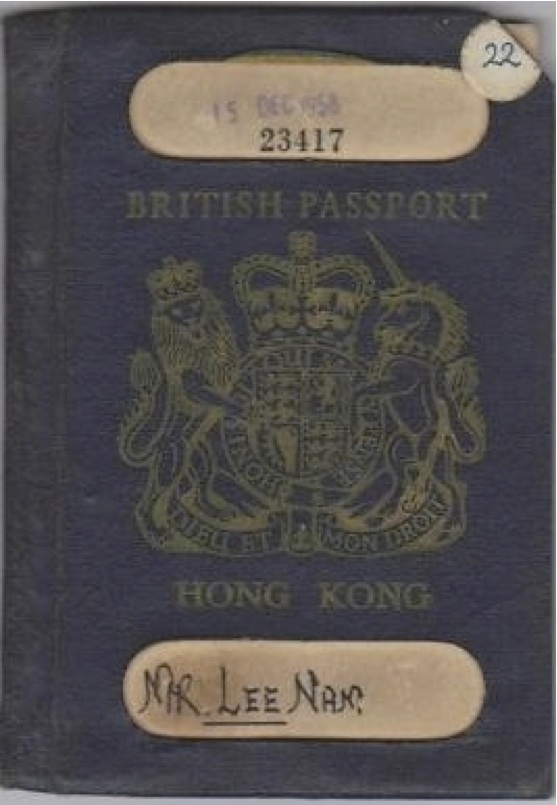
1958年に発行されたイギリス領香港のパスポート
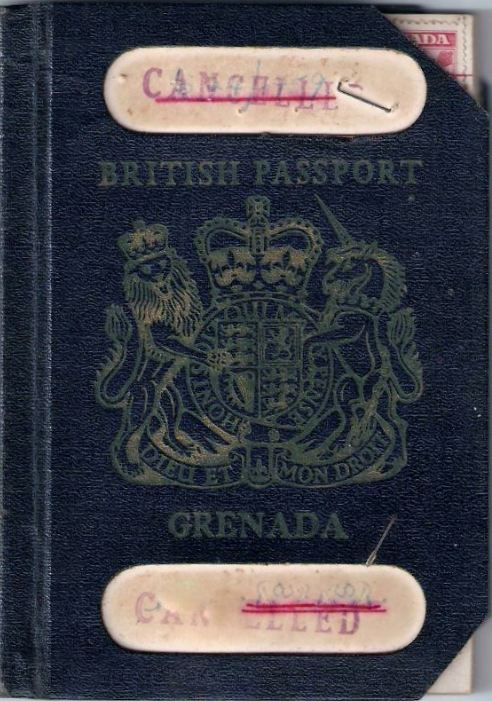
1959年に発行されたグレナディアンパスポート（英語版）
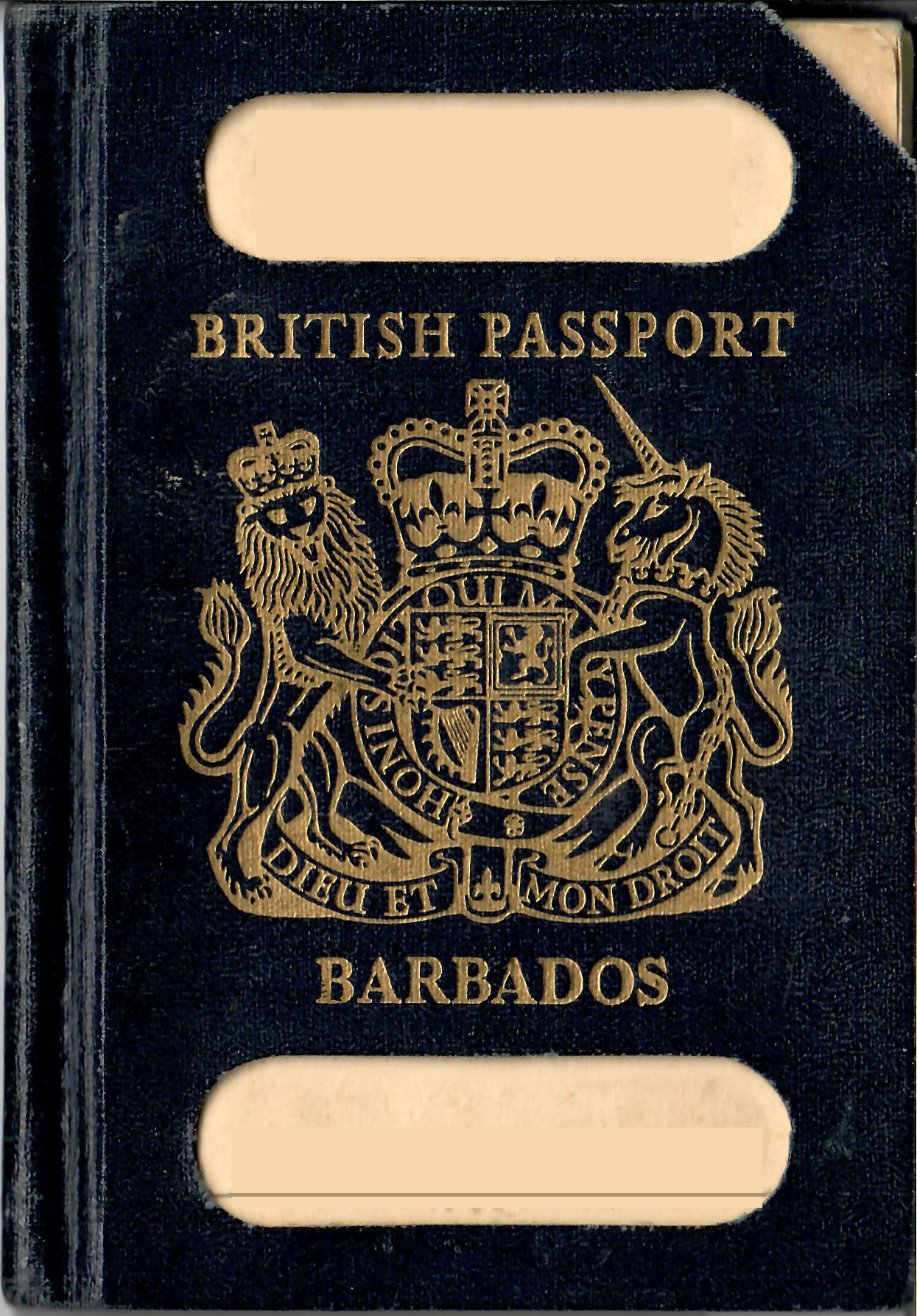
1963年に発行されたバルバドスのパスポート
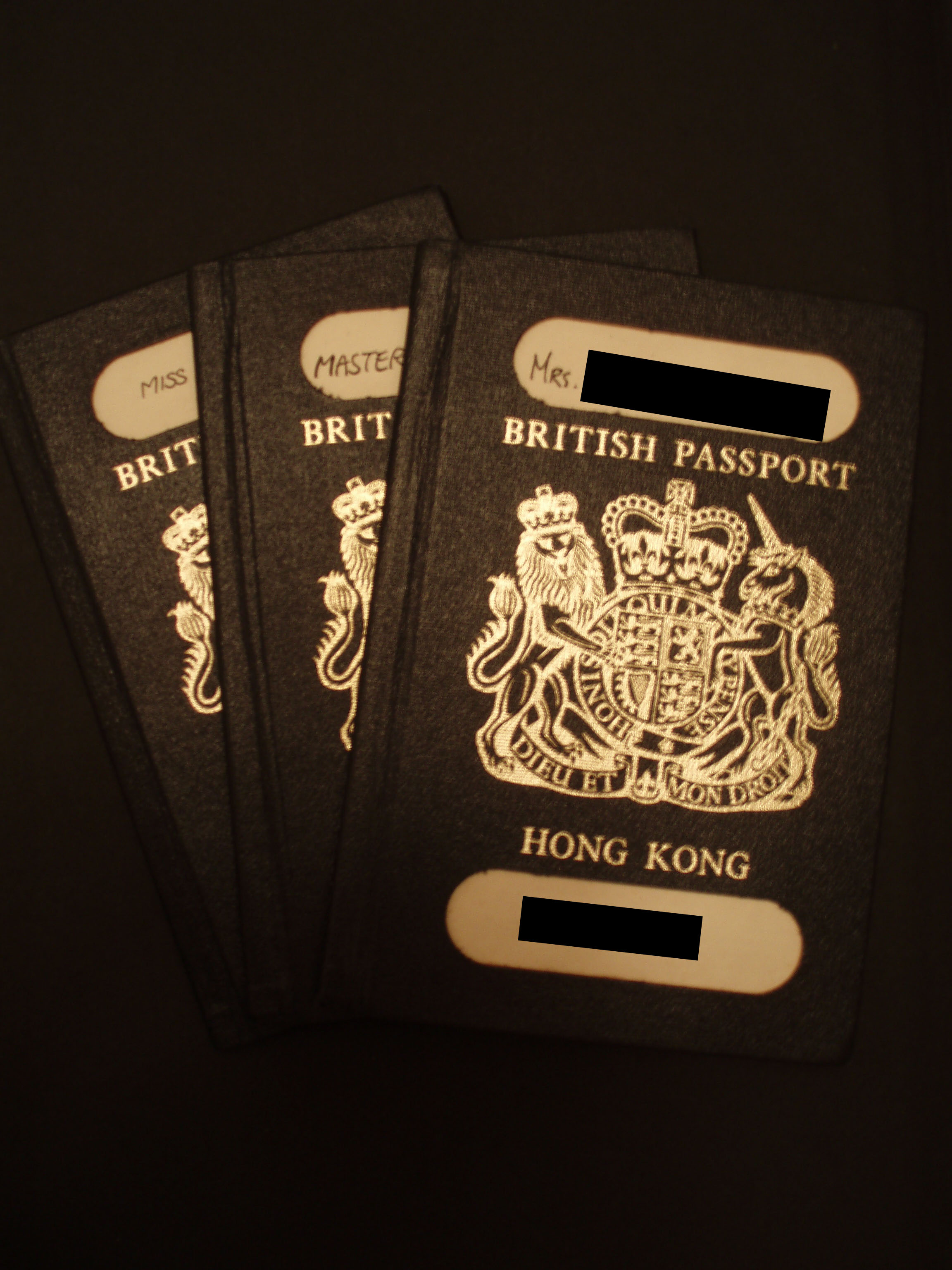
1990年以前の香港のイギリス海外領土市民パスポート
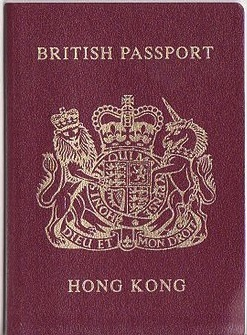
1997年の香港のイギリス海外領土市民パスポート
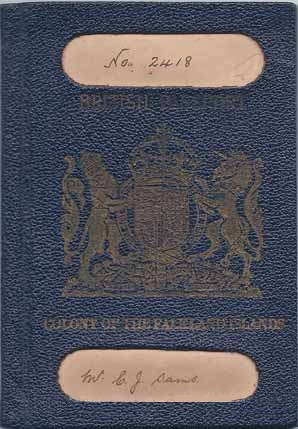
フォークランド諸島のパスポート
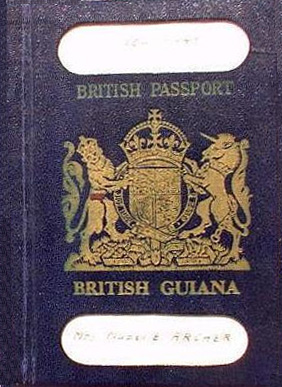
ガイアナ共和国のパスポート
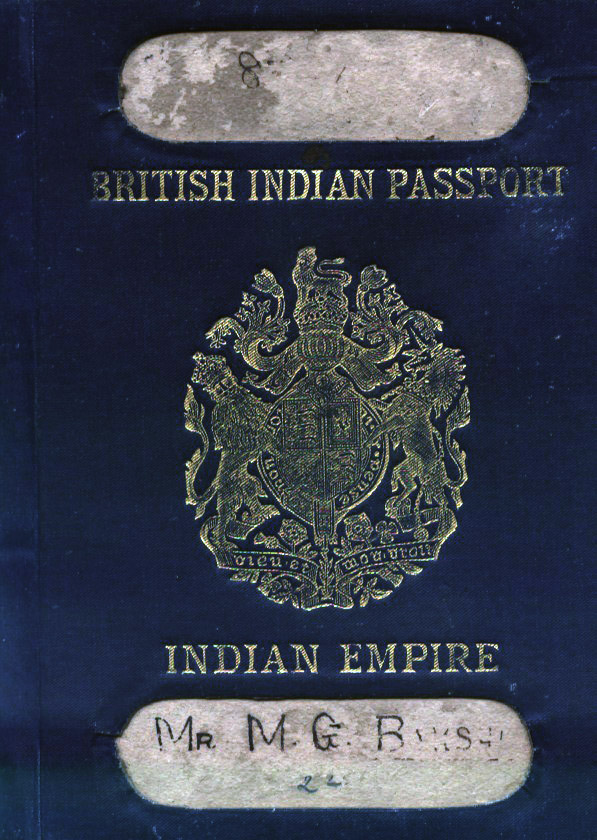
ブリティッシュ・インディアンのパスポート（英語版）
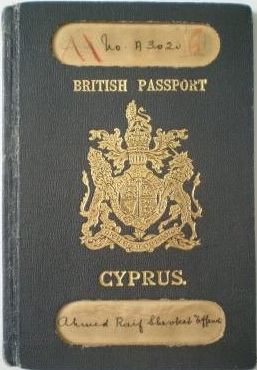
（旧式）キプロス共和国のパスポート
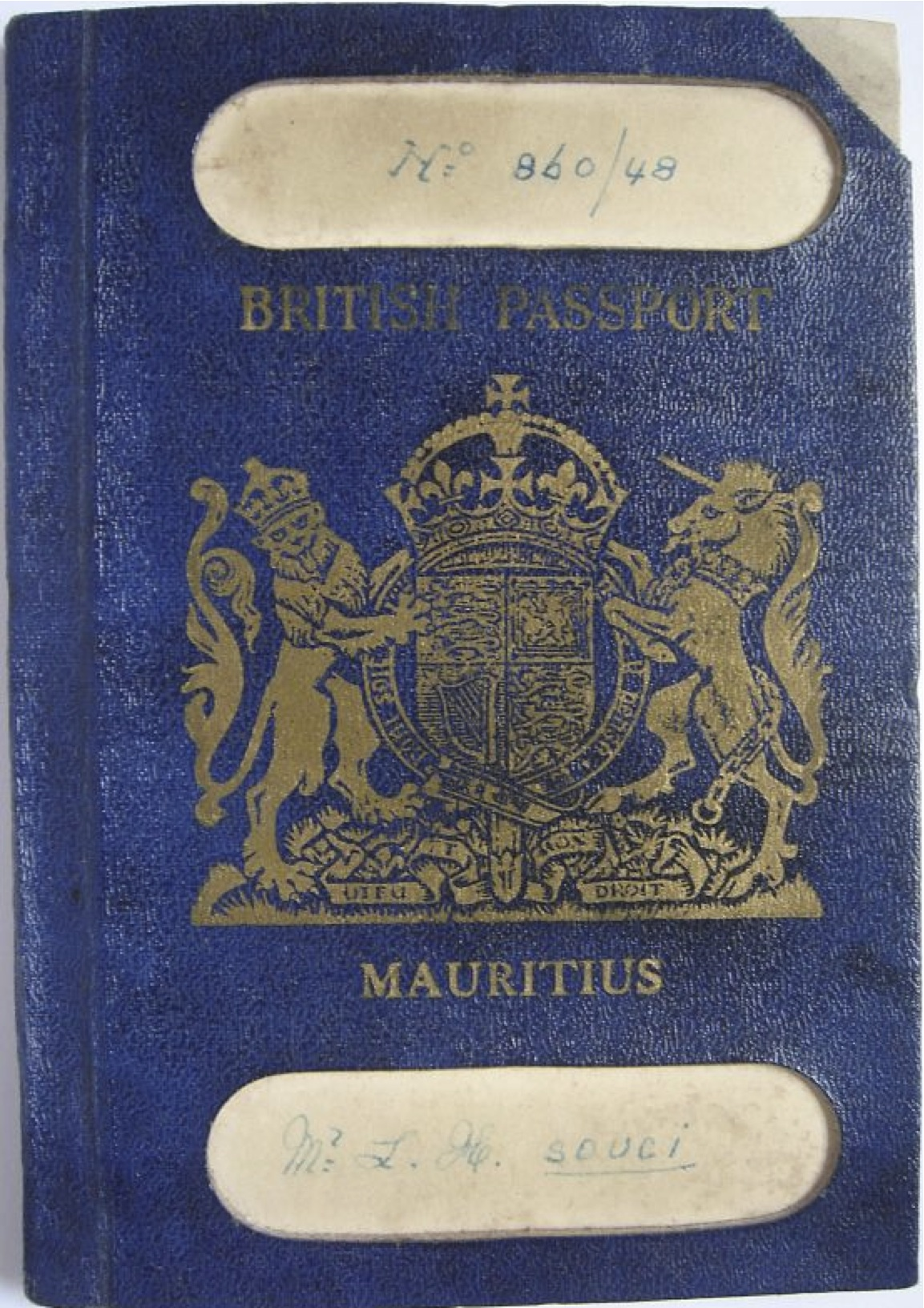
モーリシャスのパスポート
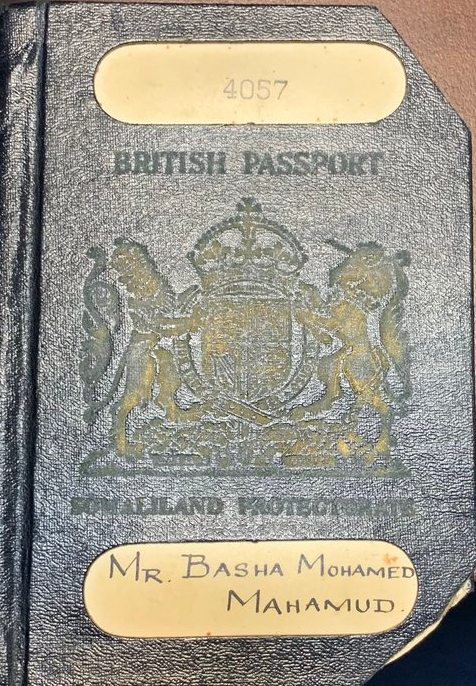
ソマリランドのパスポート
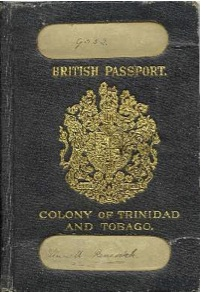
トリニダード・ドバゴのパスポート
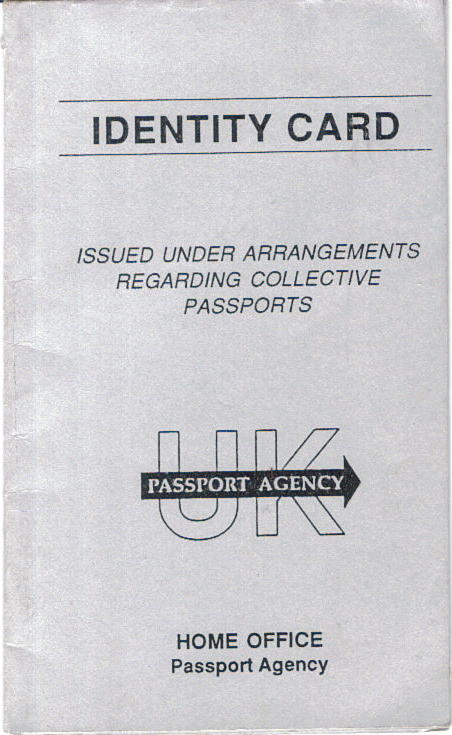
2001年に旅券局が発行した「集団パスポートに関する取り決め」に基づいたIDカード